# Conquista española de los territorios mayas

Mapa de la zona habitada por la civilización maya en su máxima extensión

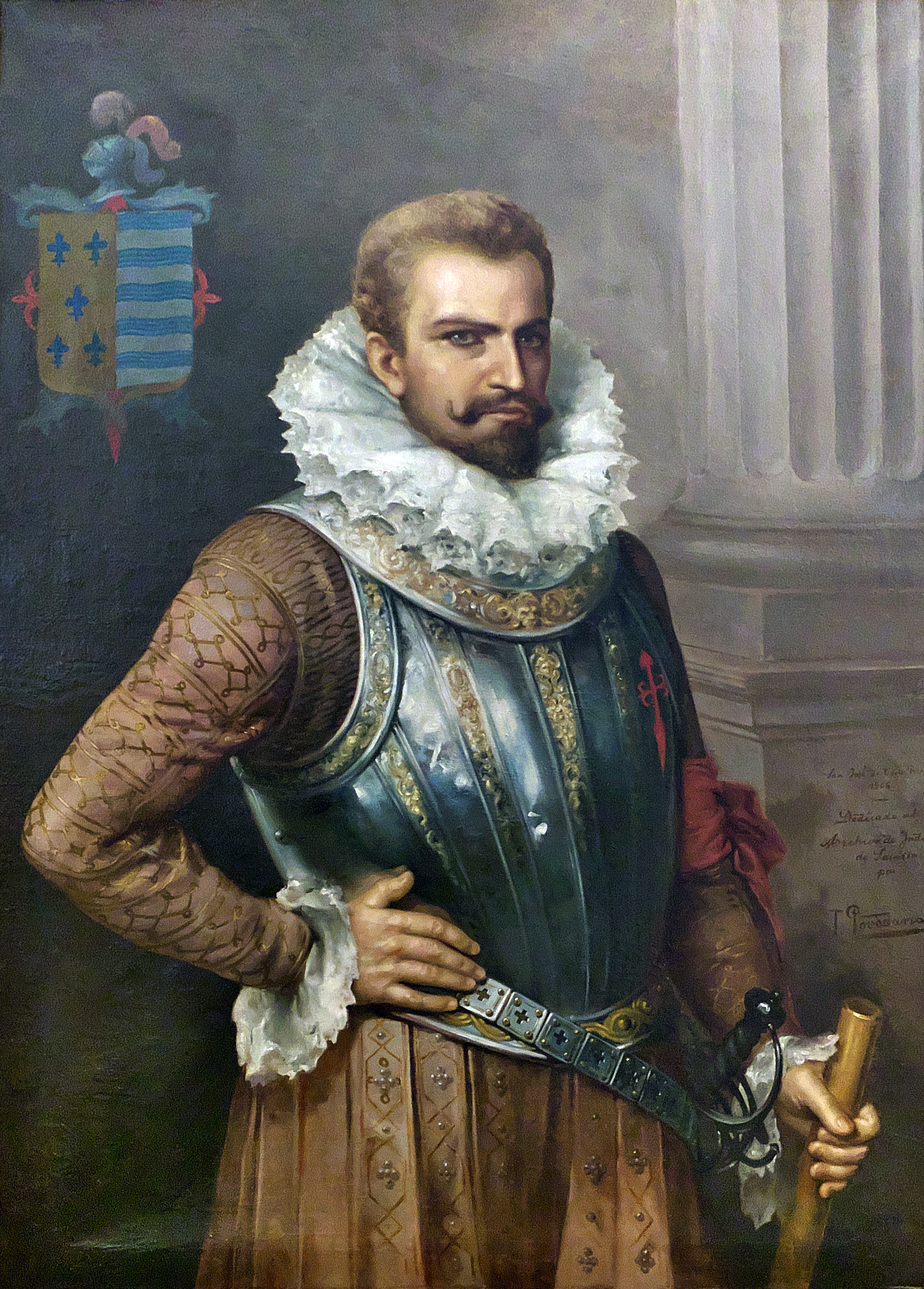
El conquistador Pedro de Alvarado, que encabezó las primeras expediciones para conquistar Guatemala.

Se denomina conquista española de los territorios mayas a la guerra prolongada acaecida durante la colonización española de Mesoamérica, en la que los conquistadores y sus aliados dominaron gradualmente el territorio hasta entonces ocupado por los mayas en lo que ahora corresponde a los estados mexicanos de Yucatán, Campeche, Quintana Roo, Tabasco, Chiapas y a Guatemala, Belice, Honduras, Nicaragua y El Salvador. La conquista territorial se inició a principios del siglo XVI y concluyó en 1697 con la derrota del pueblo itzá en el actual Petén guatemalteco.
La conquista de esos territorios se vio obstaculizada por su estado políticamente fragmentado. La tecnología y las tácticas españolas y nativas eran muy diferentes. Los españoles utilizaron la estrategia de concentrar las poblaciones nativas en los asentamientos coloniales recién fundados; consideraban la toma de prisioneros como un estorbo para la victoria final, mientras que los mayas dieron prioridad a la captura de prisioneros vivos y la obtención de botín. Entre los mayas, la emboscada era una táctica favorecida; En respuesta a la caballería española, los mayas del altiplano recurrieron a cavar hoyos con estacas de madera. Muchos indígenas se resistieron a vivir en los nuevos asentamientos nucleados, prefiriendo huir hacia regiones inaccesibles como la selva, o unirse a grupos mayas vecinos que aún no se habían rendido a los conquistadores europeos. El armamento español incluía espadas, estoques, lanzas, picas, alabardas, ballestas, arcabuces y artillería ligera. Los guerreros mayas lucharon con lanzas con punta de pedernal, arco, flechas y piedras, así como también llevaban armaduras de algodón acolchada para protegerse. Los mayas no sólo carecían de elementos claves de la tecnología del Viejo Mundo, como una rueda funcional, caballos, hierro, acero y pólvora, sino que también eran muy susceptibles a las enfermedades del Viejo Mundo contra las cuales no tenían ninguna resistencia.
Antes de la conquista, el territorio maya estaba dominado por varios reinos o cacicazgos envueltos en rivalidad. Muchos conquistadores vieron a los mayas como «infieles» que necesitaban ser pacificados y convertidos a la fuerza al cristianismo, sin tener en cuenta los logros de su civilización. El primer contacto entre los mayas y los exploradores europeos se produjo en el siglo XVI, cuando un barco español que navegaba de Panamá a Santo Domingo naufragó en la costa este de la península de Yucatán en 1511. Varias expediciones españolas siguieron en 1517 y 1519, tocando tierra en varias partes de la costa de Yucatán. La conquista española del territorio de los mayas fue un conflicto prolongado; los reinos mayas se resistieron la integración en el imperio español con tanta tenacidad que su derrota final llevó casi dos siglos. Los itzaes y otros grupos mayas de las tierras bajas de la cuenca del Petén entraron en contacto con Hernán Cortés por primera vez en 1525, pero se mantuvieron independientes y hostiles a la invasión española hasta el año 1697, cuando un ataque decisivo de los españoles, dirigidos por Martín de Urzúa y Arizmendi, finalmente derrotó al último reino maya independiente.

## Geografía

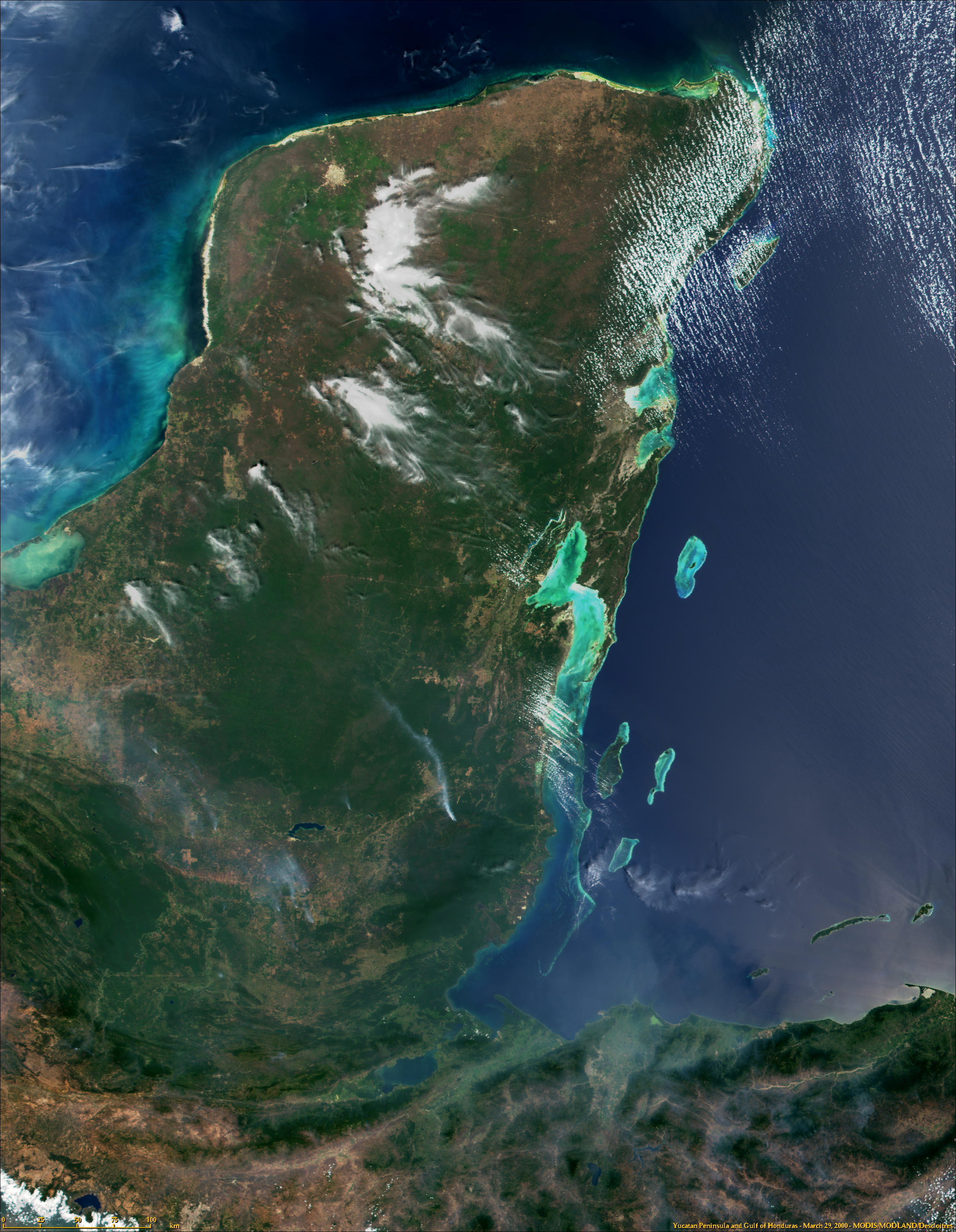
Vista satelital de la península de Yucatán.

La civilización maya ocupaba un extenso territorio que abarcaba el sureste de México y el norte de América Central; esta área incluía toda la península de Yucatán y el territorio actual de Guatemala y Belice, así como las porciones occidentales de Honduras y El Salvador. En México, los mayas ocupaban el territorio que hoy en día está incorporado en los estados de Chiapas, Tabasco, Campeche, Quintana Roo y Yucatán.
La península de Yucatán tiene litorales al mar Caribe, al este, y al golfo de México hacia el norte y el oeste. Incorpora los estados mexicanos modernos de Yucatán, Quintana Roo y Campeche, la porción oriental del estado de Tabasco, la mayor parte del departamento guatemalteco de Petén, y todo Belice. La mayor parte de la península está formada por una vasta planicie con pocas colinas o montañas y litorales generalmente bajos. Las porciones del noroeste y norte de la península de Yucatán reciben menos precipitación que el resto de la península, y tienen una superficie de roca caliza muy porosa que resulta en menos agua superficial. En cambio, la parte nororiental de la península se caracteriza por pantanos boscosos. La parte norte de la península carece de ríos, salvo el río Champotón; todos los demás ríos se encuentran en el sur de la península.
La región de Petén está conformada por una llanura kárstica densamente boscosa, 
atravesada por crestas bajas de piedra caliza con una orientación este-oeste, y se caracteriza por una variedad de suelos y tipos de bosque; las fuentes de agua se componen generalmente de pequeños ríos y pantanos estacionales conocidos como «bajos». Una cadena de catorce lagos atraviesa la cuenca central del Petén. El lago más grande es el lago Petén Itzá; mide treinta y dos por cinco kilómetros. Una extensa sabana se extiende al sur de los lagos centrales; al norte de los lagos aumenta el número de «bajos» intercalados en la selva. En el sur, la llanura se eleva gradualmente hacia las tierras altas de Guatemala. Bosque denso cubre el norte de Petén y Belice, la mayor parte de Quintana Roo, el sur de Campeche y una parte del sur del estado de Yucatán. Más al norte, la vegetación se convierte en bosque bajo que se compone de matorrales densos.
Chiapas ocupa el extremo sureste de México; posee un litoral de 260 kilómetros en la costa del Pacífico. Chiapas cuenta con dos importantes regiones de tierras altas; la Sierra Madre de Chiapas se encuentra en el sur, y las montañas centrales (altiplano central) se sitúan en el centro de Chiapas. Están separados por la depresión central, que contiene la cuenca de drenaje del río Grijalva, que cuenta con un clima cálido con lluvias moderadas. Las tierras altas de la Sierra Madre ganan altitud de oeste a este, con las más altas montañas cerca de la frontera con Guatemala. El altiplano central de Chiapas se eleva bruscamente hacia el norte del Grijalva y alcanza una altitud máxima de 2400 m s. n. m., para luego bajar gradualmente hacia la península de Yucatán. Están cortadas por valles profundos que corren paralelas a la costa del Pacífico y que cuentan con un sistema de drenaje complejo que alimenta tanto al río Grijalva como al río Lacantún. En el extremo oriental de las tierras altas centrales se encuentra la Selva Lacandona, una región principalmente montañosa con llanuras de tierras bajas tropicales en su extremo más oriental. La zona litoral de Soconusco se encuentra al sur de la Sierra Madre de Chiapas, y se compone de una estrecha llanura costera y las estribaciones de la Sierra Madre.

## Región maya antes de la conquista
A la llegada de los españoles, la civilización maya ya existía desde hacía miles de años y había conocido el auge y la caída de grandes ciudades. Sin embargo, los mayas nunca se habían unificado en un solo imperio.

### Yucatán
Las primeras grandes ciudades mayas se desarrollaron en la cuenca del Petén, en el extremo sur de la península de Yucatán, ya en el Preclásico Medio (c. 600-350 a. C.), y Petén formó el corazón de la antigua civilización maya durante el periodo Clásico (250-900 d. C.). Es probable que las provincias mayas del siglo XVI en el norte de Yucatán hayan evolucionado de entidades políticas del período Clásico. Las grandes ciudades que dominaban Petén habían caído en la ruina hacia el comienzo del siglo X con el inicio del colapso maya del periodo Clásico. Una significativa presencia maya permaneció en Petén en el periodo Posclásico después del abandono de las principales ciudades del período Clásico; la población se concentraba sobre todo en la cercanía de las fuentes de agua permanentes.
A principios del siglo XVI, la península de Yucatán aún estaba dominada por la civilización maya. Estaba dividida en una serie de provincias independientes que compartían una cultura común, pero variaban en su organización sociopolítica interna. Cuando los españoles descubrieron Yucatán, las provincias de Maní y Sotuta eran las entidades políticas más importantes de esta región. Ellos eran mutuamente hostiles; los xiues de Maní se aliaron con los españoles, mientras que los cocomes de Sotuta se convirtieron en los enemigos implacables de los colonizadores europeos.
En la época de la conquista, las entidades políticas en el norte de la península de Yucatán incluyeron las de Maní, Ceh Pech y Chakán; más hacia el este, a lo largo de la costa norte, se encontraban Ah Kin Chel, Cupul, y Chikinchel. Ecab, Uaymil, Chetumal se encontraban en la costa del mar Caribe. Cochuah también se encontraba en la mitad oriental de la península. Las provincias de Tases, Hocabá y Sotuta no contaban con litoral. Chanputun (Champotón moderna) se situaba en la costa del golfo de México, al igual que Acalan. En la parte sur de la península, una serie de entidades políticas ocuparon la cuenca del Petén. Los quejaches (kejache) ocupaban un territorio entre los lagos de Petén y lo que hoy es Campeche. Los lacandones de habla chol (no debe confundirse con los habitantes modernos de Chiapas que se conocen por el mismo nombre) tenían el control del territorio a lo largo de los afluentes del río Usumacinta que abarca el este de Chiapas y el suroeste de Petén. Los lacandones tenían la reputación de ser guerreros feroces, entre los españoles.
Antes de su derrota en 1697, el control y la influencia de los itzaes se extendió por la mayor parte de Petén y partes de Belice. Los itzaes eran belicosos, y su capital se encontraba en Nojpetén (Tayasal), una ciudad situada en una isla del lago Petén Itzá. Los couohes (ko'woj) eran segundo en importancia; eran hostiles hacia sus vecinos itzaes. Los couohes se encontraban alrededor de los lagos del este de Petén. Los yalain ocupaban un territorio que se extendía hacia el este a Tipuj en Belice. Otros grupos en Petén son menos conocidos, y no hay mucha información sobre su extensión territorial y composición política; incluyeron los chinamitas, icaichés, quejaches, choles del Lacandón, choles del Manché y los mopanes.

### Tabasco
En la planicie de Tabasco las primeras poblaciones mayas del preclásico tardío fueron pequeños poblados costeros como El Bellote. Hacia el año 1,000 a. C. los mayas construyeron Aguada Fénix la ciudad maya más antigua descubierta, conformada por enormes plataformas de arcilla y calzadas. Ya en el período clásico, florecieron ciudades como Comalcalco, Tortuguero, Moral Reforma o Pomoná.
Después del colapso maya, floreció en Tabasco la etnia Maya chontal quienes desde Potonchán, un importante puerto comercial ubicado en la costa del golfo de México, establecieron una intrincada red comercial terrestre, marítima y fluvial, que comunicaba al altiplano mexicano, la Península de Yucatán, las tierras altas de Guatemala y Chiapas, y la costa caribeña. Controlaban muchas rutas marítimas comerciales alrededor de la península de Yucatán, desde la laguna de Términos en Campeche hasta el puerto de Nito en la costa atlántica guatemalteca, llegando incluso a Naco en el centro de Sula en Honduras, estableciendo provincias o cacicazgos y pueblos confederados dedicados al comercio y a otras actividades económicas productivas, así como bases comerciales y factorías en el sitio de Altar de Sacrificios controlando de esta forma para el Posclásico Tardío, todo el comercio por todo el río Usumacinta y en el pueblo de Naco, Honduras, controlando gran parte del comercio en la zona maya.
La extensión de su territorio iba desde el río Cupilco, al oeste de Comalcalco, en el actual estado de Tabasco, por los deltas de los ríos Usumacinta y Grijalva, pasando por la Laguna de Términos, la cuenca del río Candelaria, hasta la actual ciudad campechana de Champotón, así como el área donde el río de la Pasión y el Chixoy se unen para formar el río Usumacinta en Guatemala, y con el tiempo a través de migraciones, habitaron áreas extendidas y constituyeron cacicazgos importantes, como el de Chakán Putún y Tixel en el Golfo de México, Acalán en el río Candelaria y Chactemal en la costa del mar Caribe, y ocuparon territorios que hoy corresponden a Belice y Honduras. 

### Tierras altas mayas

Mapa en relieve de las tierras altas mayas, con las tres principales áreas geográficas: las tierras bajas del Pacífico en el sur, el altiplano, y las tierras bajas de Petén en el norte.

El territorio que actualmente es el estado mexicano de Chiapas, estaba dividida casi por igual entre los zoque, un grupo no maya situado en la mitad occidental, y los mayas en la mitad oriental; esta distribución continuó hasta la época de la conquista española. En vísperas de la conquista, las tierras altas de Guatemala estaban dominado por varios poderosos Estados mayas. En los siglos que precedieron a la llegada de los españoles, los quichés (k'iche') habían creado un pequeño imperio que abarcaba gran parte del altiplano occidental de Guatemala y la llanura costera del Pacífico. Sin embargo, a finales del siglo XV, los kaqchikeles se rebelaron contra la hegemonía de sus antiguos aliados quichés y fundaron un nuevo reino en el sureste del altiplano, cuya capital era Iximché. En las décadas anteriores a la invasión española, el reino kakchiquel logró erosionar la supremacía de los quichés. Otros grupos del altiplano occidental eran los zutuhiles (tzu'tujil) de los territorios cercanos al lago de Atitlán, los mames del altiplano occidental y los poqomames del altiplano oriental. Las tierras altas centrales de Chiapas fueron ocupadas por un número de pueblos mayas, incluyendo los tzotziles, quienes estaban divididos en varias provincias; sobre la provincia de Chamula se menciona que estaba conformada de cinco pequeñas localidades agrupadas. Los tojolabales tenían su territorio alrededor de Comitán. El territorio de los coxoh se encontraba en la parte alta de la cuenca del Grijalva, cerca de la actual frontera con Guatemala, y probablemente fueron un subgrupo de los tojolabales.

### Tierras bajas del océano Pacífico
Soconusco fue una importante vía de comunicación entre las tierras altas del centro de México y América Central. Había sido subyugado por la Triple Alianza azteca a finales del siglo XV, bajo el emperador Ahuizotl, y pagaba tributo en la forma de cacao. Los quichés del altiplano dominaban la llanura costera del Pacífico en el oeste de Guatemala. La parte oriental de la llanura del Pacífico fue ocupado por los pipiles y xincas, ambos pueblos no mayas.

## Antecedentes de la conquista
En 1492 Cristóbal Colón descubrió América para la corona de Castilla. Posteriormente, aventureros privados entraron en tratos con la Corona española para conquistar las tierras recién descubiertas a cambio de ingresos fiscales y la potestad de gobernarlas. En las primeras décadas después del descubrimiento, los españoles colonizaron el Caribe y establecieron un centro de operaciones en la isla de Cuba. Para agosto de 1521 la capital azteca de Tenochtitlán había caído en manos de los españoles, y en menos de tres años después, estos lograron conquistar gran parte de México, extendiendo sus campañas por el sur hasta el istmo de Tehuantepec. El territorio recién conquistado se convirtió en Nueva España, dirigida por un virrey, quien respondía ante el rey de España a través del Consejo de Indias.

## Armamento, estrategias y tácticas
Los conquistadores eran todos voluntarios y la mayoría de ellos no tenía salarios, sino que recibían una parte del botín de las victorias en forma de metales preciosos, concesiones de tierras y la provisión de mano de obra nativa. Muchos de los españoles ya eran soldados experimentados que habían participado en campañas militares en Europa. Además de los españoles, la fuerza de invasión probablemente incluía docenas de esclavos y hombres libres africanos armados. El estado políticamente fragmentado de la península de Yucatán en el momento de la conquista obstaculizó la invasión española, ya que no había autoridad política central para ser derrocada. Sin embargo, los españoles supieron explotar esta fragmentación, aprovechando las rivalidades preexistentes entre las entidades políticas mayas. Entre los pueblos mesoamericanos la captura de prisioneros era una prioridad, mientras que para los españoles la toma de prisioneros era un obstáculo para la victoria final. La estrategia de los españoles buscó concentrar la población indígena en nuevos asentamientos coloniales, o reducciones, también conocidos como «congregaciones». Muchos indígenas se resistieron a vivir en estas reducciones, prefiriendo huir hacia regiones inaccesibles, como los bosques, o unirse a grupos mayas vecinos que aún no habían sido sometido por los españoles. Los que se quedaron atrás en las reducciones a menudo fueron víctimas de enfermedades contagiosas; las reducciones costeras, bien que convenientes para la administración española, eran vulnerables a los ataques de piratas.

### Armas y tácticas de los españoles
El armamento y las tácticas españoles eran muy diferentes de las de los pueblos indígenas. Incluían el uso de  arcos, ballestas, armas de fuego (arcabuces, mosquetes y cañones), perros de ataque y caballos de guerra. Los mayas nunca habían visto caballos, y el uso de la caballería española dio una ventaja abrumadora sobre sus adversarios no montados, permitiendo atacar con mayor fuerza y al mismo tiempo ser menos vulnerables a ataques. Los conquistadores montados tenían una alta maniobrabilidad y esto permitió el desplazamiento rápido de grupos de combatientes montados por el campo de batalla. Incluso el mismo caballo no era pasivo, sino que podía golpear los combatientes enemigos.
Sin embargo, las ballestas y las armas de fuego eran difíciles de manejar y se deterioraron rápidamente en el campo, a menudo llegando a ser inutilizable después de algunas semanas de campaña, debido a los efectos del clima. Los mayas carecían de elementos clave de la tecnología del Viejo Mundo, como una rueda funcional, hierro y acero. El uso de espadas de acero fue tal vez la mayor ventaja tecnológica de los españoles, aunque el despliegue de la caballería también les ayudó a derrotar a los ejércitos indígenas en varias ocasiones. Los españoles eran suficientemente impresionados por la armadura de algodón acolchado de sus enemigos mayas como para adoptarla en lugar de su propia armadura de acero. Los conquistadores utilizaron una organización militar y conciencia estratégica más eficaz que sus oponentes, lo que les permitió desplegar tropas y suministros de manera que aumentara la ventaja española.
Los conquistadores españoles del siglo XVI estaban armados con espadas a una mano y espadas largas, lanzas, picas, estoques, alabardas, ballestas, arcabuces y artillería ligera. Las ballestas eran más fáciles de mantener que los mosquetes, especialmente en el clima tropical húmedo de la región del Caribe que incluía gran parte de la península de Yucatán.
En Guatemala, los españoles se sirvieron rutinariamente de aliados indígenas; en un principio se trataba de nahuas provenientes del territorio recién conquistado en México, más tarde también incluyeron mayas. Se estima que a cada soldado español en el campo de batalla le acompañaban por lo menos diez auxiliares nativos. A veces había hasta treinta guerreros indígenas por cada español, y fue la participación de estos aliados mesoamericanos la que resultó decisiva durante la conquista.

### Armas y tácticas de los nativos
Los ejércitos mayas eran muy disciplinados y los guerreros participaron en ejercicios de capacitación y simulacros frecuentes; todos los varones adultos sin discapacidad estaban disponibles para el servicio militar. Los estados mayas no mantenían ejércitos permanentes; los guerreros fueron reunidos por funcionarios locales bajo los órdenes de jefes de guerra designados. También había unidades de mercenarios a tiempo completo que siguieron a los líderes permanentes. Sin embargo, la mayoría de los guerreros comunes no eran soldados a tiempo completo, sino principalmente agricultores; las necesidades de sus cultivos por lo general tenían prioridad sobre su participación en la guerra. Para los mayas, el objetivo de la guerra no era la completa destrucción del enemigo, sino más bien la toma de cautivos y la obtención de botín. Los guerreros mayas enfrentaron a los españoles armados con lanzas con punta de pedernal, arcos y flechas y piedras. Para protegerse, llevaban armadura de algodón acolchada. Según las descripciones de los españoles, las armas de guerra de los mayas del Petén incluían arcos y flechas, estacas afiladas, lanzas con cabezas de pedernal y espadas a dos manos hechas de madera fuerte con hojas cortantes de obsidiana, semejantes al macuahuitl azteca. Los guerreros mayas usaban unas armaduras corporales fabricadas con algodón acolchado que había sido empapado en agua salgada para endurecerlas; la armadura resultante se comparaba favorablemente con la de acero usada por los españoles. Los guerreros llevaban escudos de madera o cuero, decorados con plumas y pieles de animales. Históricamente, las tácticas de guerra preferidas de los mayas incluían emboscadas e incursiones y su aplicación resultó problemático para los españoles. Para contrarrestar el uso de la caballería por los españoles, los mayas del altiplano cavaron hoyos en las carreteras, revistiéndolos con estacas afiladas y endurecidas al fuego, ocultadas con hierba y malezas, táctica que mató a numerosas monturas según relatos de los kaqchikeles.

## Impacto de las enfermedades del Viejo Mundo

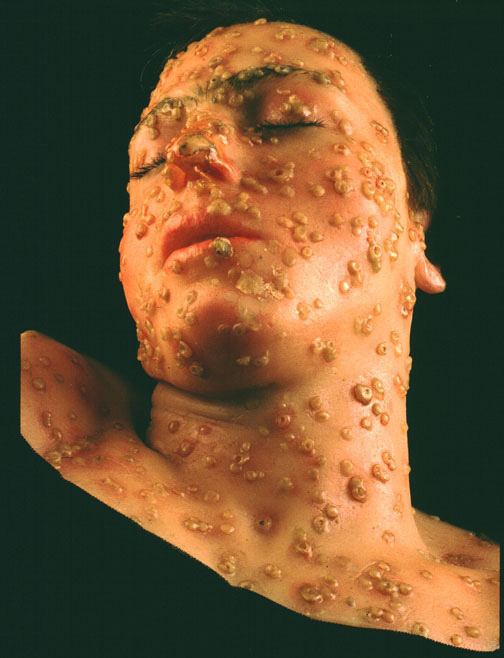
La viruela, introducida por los europeos, diezmó las poblaciones indígenas de América.

Las epidemias que fueron accidentalmente introducidas por los españoles incluyeron la viruela, el sarampión y la gripe. Estas enfermedades, junto con el tifus y la fiebre amarilla, tuvieron un gran impacto sobre las poblaciones mayas. Como los pueblos indígenas del Nuevo Mundo no tenían ninguna resistencia contra las enfermedades del Viejo Mundo, epidemias catastróficas diezmaron los ejércitos y las poblaciones indígenas, incluso antes de que se libraran las primeras batallas, y se convirtieron en un factor decisivo en la conquista. Se estima que el 90 % de la población indígena había perecido en las epidemias que azotaron la región en el primer siglo después del contacto con los europeos.
En 1520, un soldado español llegó a México con la viruela; como consecuencia, epidemias devastadoras azotaron las poblaciones nativas de América. Según estimaciones modernas, la disminución de la población nativa variaba entre 75 % y 90 %. Los relatos escritos de los mayas sugieren que en el mismo año que los españoles llegaron en el centro de México, la viruela se había transmitido rápidamente por estados como Oaxaca, Puebla, Morelos, Michoacán y Veracruz, debido a las mujeres que habían tomado como suyas de la península de Yucatán y otros estados del Sureste del país. Entre las enfermedades que causaron más víctimas mortales se mencionaron la viruela, la gripe, el sarampión y una serie de enfermedades pulmonares, incluyendo la tuberculosis. El conocimiento moderno del impacto que estas enfermedades pueden tener en las poblaciones sin exposición previa, sugiere que causaron la muerte de 33 % a 50 % de la población maya de las tierras altas.
Estas enfermedades se extendieron por Yucatán en los años 1520 y 1530, con recurrencias periódicas a lo largo del siglo XVI. A finales del siglo XVI, la malaria había llegado a la región, y la fiebre amarilla fue reportado por primera vez a mediados del siglo XVII. La mortalidad fue alta y en algunos asentamientos yucatecos murió alrededor de 50 % de la población nativa. Con la introducción de la malaria y otros parásitos transmitidas por el agua, las zonas más húmedas de la península se despoblaron rápidamente después de la conquista. Dentro de los primeros cincuenta años después de la conquista, la población nativa del nororiente de la península fue casi completamente aniquilada. Soconusco también sufrió un colapso poblacional catastrófico, con un descenso estimado de 90-95 %.
En el sur, las condiciones que propiciaron la propagación de la malaria existían en toda la región de Petén y Belice. En Tabasco, el sarampión, la viruela, la disentería, el catarro y la fiebre fueron las principales causas del descenso demográfico de 90 % que afectó la población de aproximadamente 30.000 habitantes. En el momento de la caída de Tayasal en 1697, aproximadamente 60.000 mayas vivieron alrededor del lago Petén Itzá, incluyendo un gran número de refugiados provenientes de otras zonas. Se estima que el 88% de ellos murieron durante los primeros diez años de dominio colonial debido a una combinación de enfermedades contagiosas y guerra.

## Primeros encuentros: 1502 y 1511

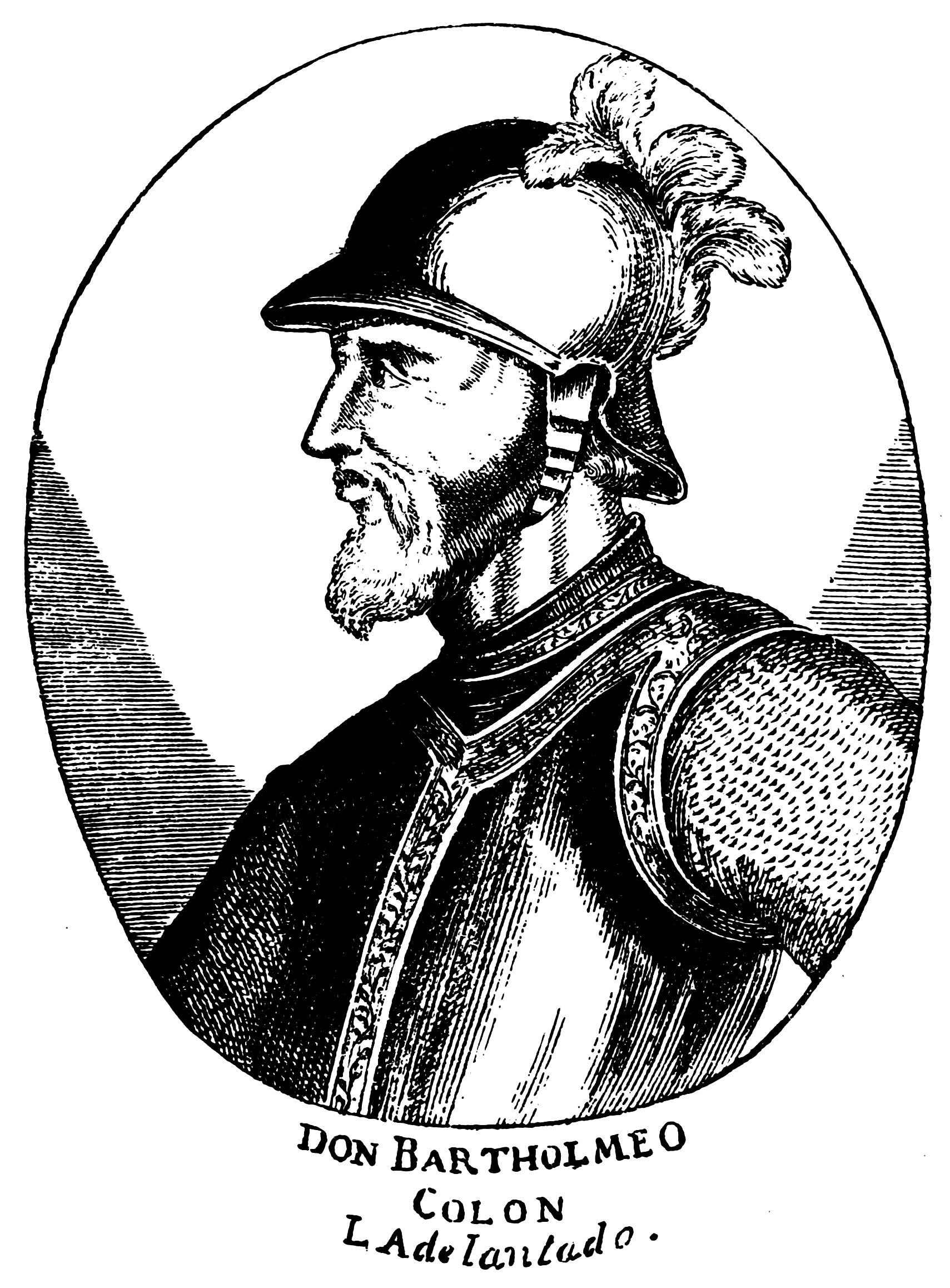
Al navegar por el golfo de Honduras, Bartolomé Colón se encontró con una canoa con mayas de Yucatán.

El 30 de julio de 1502, durante su cuarto viaje, Cristóbal Colón llegó a Guanaja, una de las Islas de la Bahía en la costa de Honduras. Envió a su hermano Bartolomé a explorar la isla. Durante esta exploración, Bartolomé notó que una gran canoa se acercó. Bartolomé Colón abordó la canoa, y descubrió que se trataba de una embarcación mercante maya de Yucatán, con mayas ricamente vestidos llevando una carga valiosa. Los europeos se apropiaron de los bienes que les interó y capturaron el viejo capitán para servir como intérprete; luego dejaron la canoa continuar hacia su destino. Este fue el primer contacto registrado entre los europeos y los mayas. Es probable que la noticia sobre la piratería de los extranjeros en el Caribe se difundiera por las rutas comerciales mayas;  las primeras profecías de los invasores barbudos enviados por Kukulkan, la deidad de la serpiente emplumada de los mayas del norte, se registraron probablemente en esta época y con el tiempo fueron incluidos en los libros del Chilam Balam.
En 1511, la carabela española Santa María de la Barca navegó a lo largo de la costa de América Central bajo el mando de Pedro de Valdivia. El barco naufragó en un arrecife frente a la costa de Jamaica. Había solo veinte sobrevivientes del naufragio, incluyendo el capitán Valdivia, Gerónimo de Aguilar y Gonzalo Guerrero. Se pusieron a la deriva en uno de los botes de la carabela y después de trece días, durante los cuales falleció la mitad de los supervivientes, tocaron tierra en la costa de Yucatán. Allí fueron incautados por Halach Uinic, un señor maya. El capitán Valdivia fue sacrificado con cuatro de sus compañeros, y su carne fue servida en un banquete. Aguilar y Guerrero se mantuvieron como prisioneros y fueron engordados para ser sacrificados junto con cinco o seis de sus compañeros de la tripulación. Aguilar y Guerrero lograron escapar y huyeron a un señor vecino, quien los hizo prisionero y los mantuvo como esclavos. Después de un tiempo, Gonzalo Guerrero fue dado como esclavo al señor Nachan Can de Chetumal. Guerrero se adaptó completamente a la cultura maya y en 1514 obtuvo el rango de nacom, sirviendo como jefe de guerra contra los enemigos de Nachan Can.

## Exploración de las costas de Yucatán y Tabasco, 1517-1519

### Francisco Hernández de Córdoba, 1517
En 1517, Francisco Hernández de Córdoba zarpó de Cuba con una pequeña flota. Desde Cuba, la expedición navegó hacia el oeste durante tres semanas antes de avistar el extremo noreste de la península de Yucatán. Los barcos no podían acercarse a la costa debido a las aguas poco profundas. No obstante, pudieron ver una ciudad maya a una distancia de aproximadamente dos leguas tierra adentro. A la mañana siguiente, diez grandes canoas remaron hacia los barcos españoles, y más de treinta mayas abordaron las embarcaciones y se mezclaron libremente con los españoles. Al día siguiente los conquistadores desembarcaron. A medida que el contingente español avanzó por el camino hacia la ciudad, fueron emboscados por guerreros mayas. Trece españoles resultaron heridos por las flechas en el primer asalto, pero los conquistadores se reagruparon y repelieron el ataque maya. Avanzaron hasta una pequeña plaza en las afueras de la ciudad. Cuando los españoles saquearon los templos cercanos, encontraron una serie de objetos de oro de baja calidad, lo que los llenó de entusiasmo. La expedición capturó a dos mayas para poder utilizarlos como intérpretes, y se retiró en los barcos. Los españoles descubrieron que las puntas de las flechas mayas estaban hechas de pedernal y que tendían a romperse al impactar, causando heridas infectadas y una muerte lenta; dos de los españoles heridos murieron por las lesiones de flechas infligidas durante la emboscada.
Durante los siguientes quince días, la flota siguió la costa, navegando hacia el oeste y luego hacia el sur. Por entonces, la expedición estaba enfrentando una peligrosa escasez de agua potable, y las expediciones mandados en busca de agua en la costa se quedaron peligrosamente expuestos porque los barcos no podían acercarse a la costa debido a las aguas someras. El 23 de febrero de 1517, los españoles vieron la ciudad maya de Campeche. Un gran contingente desembarcó para llenar sus barriles de agua. Mientras se cargaba el agua en los botes, fueron abordados por unos cincuenta indígenas finamente vestidos y sin armas; cuestionaron a los españoles en cuanto a su propósito por medio de signos. El contingente español luego aceptó una invitación para entrar en la ciudad. Una vez dentro de la ciudad, los líderes mayas dejaron en claro que los iban a matar si no se retiraban inmediatamente. Los españoles se retiraron en formación defensiva a la seguridad de los barcos.
Después de diez días, los barcos avistaron una ensenada estrecha cerca de Champotón, y un grupo de desembarco descubrió agua dulce. Desde la ciudad se acercaron guerreros mayas armados y se intentó comunicarse con signos. La noche caía cuando se había llenado las cubas de agua y se concluían los intentos de comunicación. Al amanecer, los españoles habían sido rodeados por un ejército considerable. Los guerreros mayas lanzaron un asalto y todos los españoles sufrieron heridas en la frenética lucha cuerpo a cuerpo que siguió, incluido Hernández de Córdoba. Los españoles se reagruparon y forzaron el paso a la costa, donde su disciplina se derrumbó y se produjo una desbandada para alcanzar los botes, dejándolos vulnerables a los guerreros mayas que los perseguían hasta dentro de las aguas someras del mar. Los españoles habían perdido más de cincuenta hombres en la batalla que solo duró una hora, más de la mitad del número total, y otros cinco murieron en los siguientes días a causa de sus heridas. Estaban lejos de cualquier ayuda y tenían pocos suministros; como se había perdido muchos hombres y había muchos heridos, no contaban con suficientes tripulantes para navegar los tres barcos de vuelta a Cuba, y tuvieron que abandonar a uno. Luego se dirigieron a Cuba, pasando por la Florida, y Hernández de Córdoba escribió un informe al Gobernador Diego Velázquez, describiendo el viaje y, sobre todo, mencionó el descubrimiento de oro. Hernández murió poco después de redigir el informe.

### Juan de Grijalva, 1518
Diego Velázquez, el gobernador de Cuba, quedó entusiasmado al leer sobre el oro en Yucatán en el informe de Hernández de Córdoba. Organizó una nueva expedición y colocó a su sobrino Juan de Grijalva al mando de cuatro barcos. La pequeña flota salió de Cuba en abril de 1518, e hizo su primer desembarco en la isla de Cozumel, frente a la costa oriental de Yucatán. Los habitantes mayas de Cozumel huyeron de los españoles y no respondieron a los gestos amistosos de Grijalva. Luego la flota navegó hacia el sur por la costa este de la península.  Los españoles vieron tres grandes ciudades mayas a lo largo de la costa, pero Grijalva no desembarcó en ninguna de ellas y volvieron hacia el norte para rodear el norte de la península y navegar por la costa oeste. En Campeche los españoles intentaron canjear para obtener agua, pero los mayas se negaron, sobre lo cual Grijalva ordenó abrir fuego contra la ciudad con un pequeño cañón; los habitantes huyeron, sobre lo cual los españoles tomaron la ciudad abandonada. Se enviaron mensajes con algunos nativos que habían sido demasiado lentos para escapar, pero los mayas permanecieron escondidos en el bosque; los españoles abordaron sus barcos y continuaron a lo largo de la costa.
En Champotón, un pequeño número de grandes canoas de guerra se acercó a la flota, pero los cañones de los barcos pronto los hizo huir. En la desembocadura del río Tabasco, al que puso por nombre río Grijalva, los españoles divisaron guerreros y canoas, pero los nativos no se acercaron. Grijalva desembarcó en Potonchán y se entrevistó con el cacique Tabscoob. Por medio de intérpretes, Grijalva indicó que deseaba comerciar y canjear vino y abalorios a cambio de alimentos y otros suministros. Grijalva obsequió al cacique Maya chontal su jubón de terciopelo verde y unas alpargatas, y los nativos les dieron algunas baratijas de oro y noticias de las riquezas del Imperio azteca al oeste. Navegando hacia el norte hasta el río Pánuco, la expedición continuó lo suficiente como para confirmar las riquezas en oro del imperio. Antes de regresar a Cuba, los españoles atacaron Champotón para vengar la derrota de la expedición española liderada por Hernández el año anterior. Un español murió y cincuenta fueron heridos en la batalla, incluido Grijalva. Grijalva regresó a La Habana cinco meses después de su partida.

### Hernán Cortés, 1519

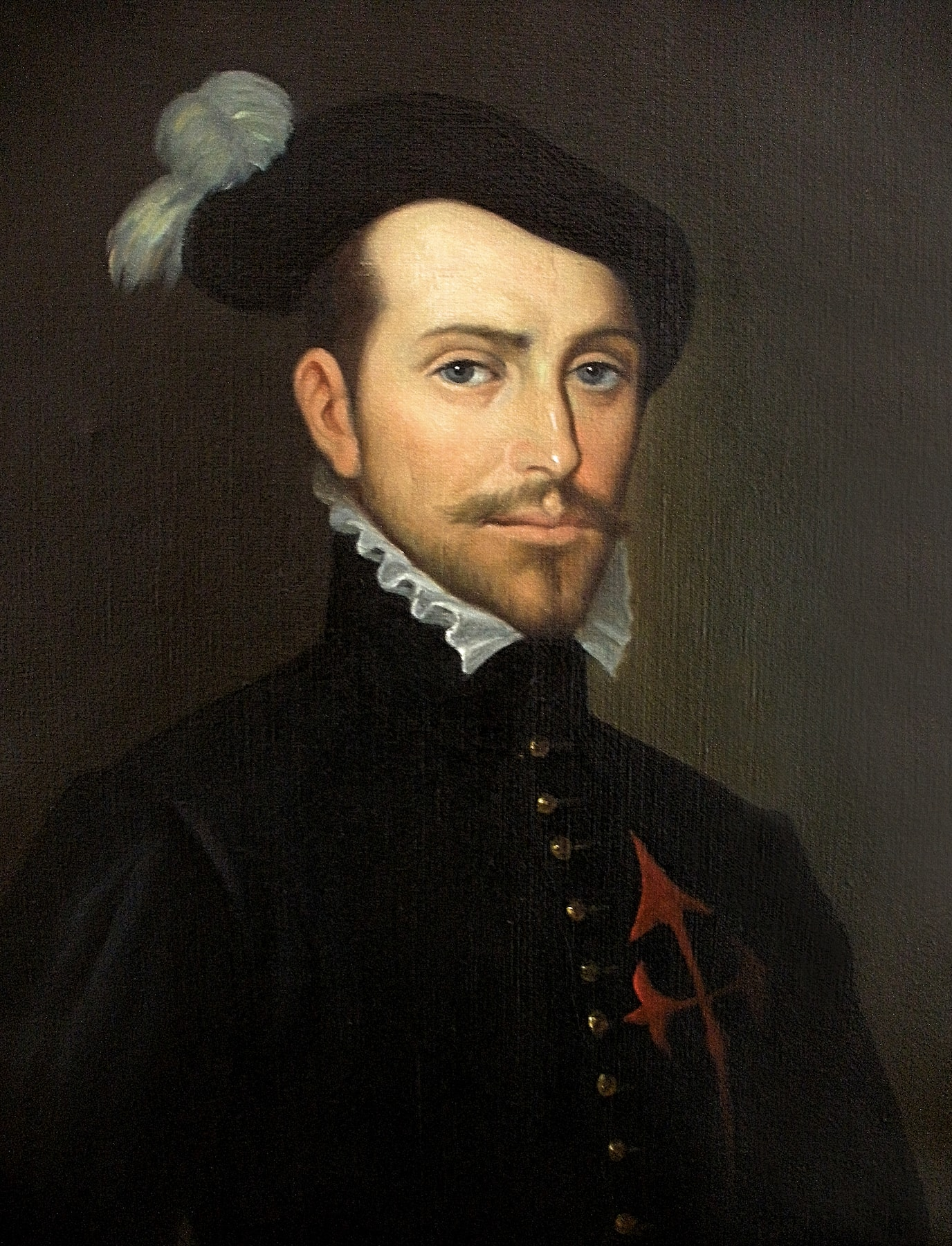
Hernán Cortés siguió la costa de Yucatán en su camino para conquistar a los aztecas.

El regreso de Grijalva despertó gran interés en Cuba y se creía que Yucatán era una tierra de riquezas en espera de ser saqueado. Se organizó una nueva expedición con una flota de once barcos, 500 hombres y algunos caballos. Hernán Cortés fue puesto al mando de la expedición y la tripulación incluía oficiales que se convertirían en famosos conquistadores, como Pedro de Alvarado, Cristóbal de Olid, Gonzalo de Sandoval y Diego de Ordaz. También a bordo se encontraban Francisco de Montejo y Bernal Díaz del Castillo, veteranos de la expedición Grijalva.
La flota hizo su primera recalada en Cozumel; los templos mayas fueron derribados y se colocó una cruz cristiana en uno de ellos. En Cozumel Cortés escuchó rumores sobre hombres barbudos en el territorio continental de Yucatán y presumió que se trataba de europeos. Cortés les envió mensajeros y pudo rescatar al náufrago Gerónimo de Aguilar, que había sido esclavizado por un señor maya. Aguilar había aprendido el idioma maya yucateco y se convirtió en el intérprete de Cortés.

### La batalla de Centla y la fundación de Santa María de la Victoria
Desde Cozumel, la flota rodeó el norte de la península de Yucatán y siguió la costa hasta el río Grijalva. En Tabasco, Cortés ancló sus naves en Potonchán, una ciudad maya chontal. siendo recibido en forma hostil por los indígenas. Al día siguiente 13 de marzo el capellán Juan Díaz y fray Bartolomé de Olmedo, oficiarían la que sería la primera misa cristiana en territorio continental de la Nueva España, y posteriormente Cortés decidió  atacar Potonchán provocando la huida de los mayas chontales, por lo que Cortés tomó oficialmente poseción de esas tierras ante el Escribano del Rey Diego de Godoy.  A la mañana siguiente los mayas se prepararon para enfrentar a los españoles, desarrollándose la Batalla de Centla, los mayas chontales superaban ampliamente en número a los españoles, pero los caballos y las armas de fuego españoles decidieron el resultado del combate después de algunas horas. Derrotados, los señores mayas chontales ofrecieron oro, comida, ropa y un grupo de mujeres jóvenes como tributo a los vencedores. Entre estas mujeres jóvenes había una noble maya llamada Malintzin, a quien se le dio el nombre español de Marina. Como hablaba maya y náhuatl, se convirtió en el medio por el cual Cortés pudo comunicarse con los aztecas. El 25 de marzo, Cortés fundó en ese lugar la Villa de Santa María de la Victoria. Después de permanecer un mes en Tabasco, Cortés continuó a lo largo de la costa y lideró la campaña para conquistar a los aztecas.

## Preparativos para la conquista de las tierras altas, 1522-1523
Después de la conquista española de la capital azteca Tenochtitlan en 1521, los mayas kaqchikeles de Iximché enviaron emisarios a Hernán Cortés para declarar su lealtad al nuevo gobernante de México, y es posible que los quichés (k'iche') de Q'umarkaj también enviaran una delegación. En 1522 Cortés envió aliados mexicanos a explorar la región de Soconusco en las tierras bajas de Chiapas, donde se encontraron con otras delegaciones de emisarios de Iximché y Q'umarkaj en Tuxpán; ambos poderosos reinos mayas de las tierras altas declararon su lealtad al rey de España. Sin embargo, los aliados de Cortés en Soconusco pronto le informaron que los quichés y kaqchikeles no eran leales, sino que hostigaban a los aliados de España en la región. Cortés mandó a Pedro de Alvarado con una caballería de 180 hombres montados, 300 soldados de infantería, 4 cañones y miles de guerreros aliados del centro de México; llegaron a Soconusco en 1523.

## Soconusco, 1523-1524
En 1523, Pedro de Alvarado pasó por Soconusco con una fuerza considerable en camino a la conquista de Guatemala. El ejército de Alvarado incluía veteranos endurecidos de la conquista de los aztecas, e incluía caballería y artillería; fue acompañado por un gran número de aliados indígenas. Alvarado fue recibido en paz en Soconusco y los habitantes juraron lealtad a la Corona española. Informaron que bandas vecinas provenientes de Guatemala los estaban atacando por su actitud amistosa hacia los españoles. Por 1524, Soconusco había sido completamente pacificado por las fuerzas de Alvarado. Debido a la importancia económica del cacao para la nueva colonia, los españoles se mostraron reacios a alejar a la población indígena de los huertos de cacao establecidos. Por lo tanto, comparado con otras partes de Chiapas los habitantes de Soconusco corrían menos riesgo de ser acorralados y reubicados en los nuevos asentamientos de reducción, ya que la siembra de un nuevo huerto de cacao tardaría cinco años en alcanzar la madurez.

## Hernán Cortés en las tierras bajas mayas, 1524-1525
En 1524, después de la conquista española del Imperio azteca, Hernán Cortés lideró una expedición por tierra a Honduras, atravesando Tabasco y Acalán en el sur de Campeche y el reino Itzá en lo que hoy es el departamento norteño de Petén en Guatemala. 
Su objetivo era someter al rebelde Cristóbal de Olid, a quien había enviado a conquistar Honduras, y que se había establecido de forma independiente en ese territorio. Cortés salió de Tenochtitlán el 12 de octubre de 1524 con 140 soldados españoles, 93 de ellos montados, 3000 guerreros mexicanos, 150 caballos, artillería, municiones y otros suministros. 

### Paso por Tabasco, 1524-1525
A finales de diciembre de 1524, el ejército penetró en territorio maya en Tabasco, y llegaron a un gran río llamado Mazapa (actual río Mezcalapa) el cual cruzaron en canoas atadas de dos en dos, y de ahí llegaron al pueblo de Iquinuapa, después cruzaron otro gran río a través de un puente de madera y llegaron a la provincia de Cupilco donde se abasteció de alimentos. Luego pasó por Nacaxuxuca, la que encontró abandonada, continuó hasta el llegar al río Grijalva, donde acampó y recibió alimentos desde la Villa de Santa María de la Victoria.
La expedición continuó hacia Zaguatán, en este lugar los habitantes del poblado huyeron por la noche dejando a la exinuar su camino los españoles se extravían y pasan veinte días "vagando por los montes sin encontrar camino", también en canoas recorren varios ríos a fin de encontrar indios pedición sin guías, Cortés manda llamar de nuevo a los españoles de Santa María de la Victoria para que llevaran indígenas que le indicaran el camino que debería de seguir, llegando los españoles con cincuenta canoas con bastimentos. Al contque pudieran guiarlos hasta el pueblo de Chilapan. Después de hacer un gran puente que según Cortés constaba de más de trescientos pasos lograron salir de esa zona y mandó Cortés a varios soldados a que fueran al pueblo de Ocumba de donde después de cruzar a nado un gran río regresaron con varios indígenas  pero en el trayecto se perdieron durante dos días, hasta que llegaron a Iztapa, entrevistándose Cortés con el cacique. Aquí, Cortés envía a dos españoles en canoa hasta la Villa de Santa María de la Victoria para que avisar a los barcos de que bordearan la península de Yucque los guiaron por fin al pueblo de Chilapan, el cual encontraron abandonado y quemado.
Posteriormente salieron  hacia el pueblo de Tepetitan o Temacastepeque al cual llegaron después de dos días de camino, encontrando el pueblo abandonado y quemado. Ahí estuvieron seis días tratando de encontrar guías, continuaron hacia Iztapaatán y navegaran hasta la Bahía de la Asunción donde los encontraría. Después de ocho días continúan su camino cruzando el río Usumacinta y llegan a Tatahuitalpan, pero el pueblo estaba quemado y abandonado. A los pocos días la expedición partió hacia el pueblo de Zagoatespan o Tzigualtepecat, el cual al llegar hallaron abandonado y quemado. De Zagoatespan Cortés partió hacia la provincia de Acalán, pasando el río San Pedro Mártir y para pasarlo se tuvo que hacer un enorme puente el cual tomó varios días hacerlo. Después los españoles se encontraron con una gran ciénega "la cosa más espantosa que jamás las gentes vieron". llegando a la provincia de Acalán de los chontales, donde reclutó a 600 pobladores nativos.

### De Acalán a Nito, 1525
Cortés y su ejército salieron de Acalán el 5 de marzo de 1525, la expedición siguió adelante a través de territorio Cehache, y llegó a la orilla norte del lago Petén Itzá en 13 de marzo de 1525. Los sacerdotes católicos que acompañan la expedición celebran misa en la presencia del rey de los itzaes, que se decía que quedó tan impresionado que se comprometió a adorar la cruz y destruir sus ídolos. Cortés aceptó una invitación de Canek para visitar Tayasal. En su marcha, Cortés dejó una cruz y un caballo cojo que Itzá trato como una deidad, pero el animal murió al poco tiempo.
Desde el lago, Cortés continuó en el arduo viaje hacia el sur a lo largo de las laderas occidentales de las montañas Mayas, en el que perdió la mayoría de sus caballos. La expedición se perdió en las colinas al norte del lago de Izabal y estuvo cerca de morir de hambre antes de que capturaran a un niño maya que los llevó a un lugar seguro. Cortés encontró una aldea en la orilla del lago de Izabal, y cruzó el río Dulce de Nito, en algún lugar en la bahía de Amatique, con alrededor de una docena de compañeros, y esperó allí por el resto de su ejército para reagruparse durante la siguiente semana. En ese momento los restos de la expedición se habían reducido a unos pocos cientos; Cortés logró ponerse en contacto con los españoles que buscaba, solo para enterarse de que los propios funcionarios de Cristóbal de Olid ya le habían dado muerte decapitándolo en la plaza de Naco. Cortés regresó a México por mar en los barcos que habían llegado al puerto de Nito desde la Villa de Santa María de la Victoria.

## Flecos del imperio: Belice, siglos XVI al XVII
Ninguna expedición militar española se lanzó contra los mayas de Belice, aunque ambos dominicanos y franciscanos penetraron la región en los intentos de evangelizar a los nativos. El único asentamiento español en el territorio fue establecido por Alonso de Ávila en 1531 y duró menos de dos años. En 1574, cincuenta hogares de La Mancha ch'ol fueron reubicados desde Campin y Yaxal, en el sur de Belice, a la orilla del lago de Izabal, pero pronto huyeron de nuevo en el bosque. Con el fin de contrarrestar la invasión española en su territorio, los mayas locales mantenían una amistad incómoda con los madereros británicos que operaban en el centro de Belice. En 1641, los franciscanos establecieron dos reducciones entre el Muzul maya del centro de Belice, en Zoite y Cehake; ambos asentamientos fueron despedidos por corsarios holandeses en un año.

## Conquista de Tabasco, 1518-1564
La conquista de Tabasco fueron las campañas militares con la finalidad de conquistar y colonizar el territorio tabasqueño, y que comprende un período de 45 años, iniciando en 1518 con el descubrimiento de Tabasco por parte de Juan de Grijalva y que culmina en 1564 con la rendición final de los indígenas de Cimatán a la corona española. Durante dicho período, se necesitaron siete expediciones y muchas campañas para poder doblegar el espíritu combativo de los indígenas tabasqueños, y que representaron un gran esfuerzo, muchas penalidades, numerosas pérdidas humanas y altos costos para los conquistadores españoles.

### Primeras campañas militares, 1518-1528
Tabasco fue una encrucijada para la exploración y conquista de la Nueva España y Guatemala, al ser una de las primeras zonas en ser descubierta por los conquistadores españoles. En 1518 Juan de Grijalva descubrió Tabasco para la corona española, y en 1519 Hernán Cortés arribó a Potonchán derrotando a los Mayas chontales en la Batalla de Centla y fundando la Villa de Santa María de la Victoria primera población española en México. Posteriormente, vinieron las campañas militares de Luis Marín (1524) en la región de la Chontalpa, Rodrigo Rangél (1524) también en la Chontalpa, Juan de Vallecillo (1525-1527) y Baltasar de Osorio (1527-1528) ambas en la región del río Grijalva. Todas estas campañas dieron pocos resultados, ya que prácticamente el territorio continuaba fuera del control de la Corona española.

### Campañas militares de Francisco de Montejo y Alonso de Ávila, 1528-1537
En mayo de 1528, llegó a Tabasco el Adelantado Francisco de Montejo con el nombramiento de Alcalde Mayor de Tabasco, con la finalidad de poblar Tabasco y conquistar Yucatán y Cozumel, pensando utilizar a Santa María de la Victoria como su centro de operaciones para las expediciones hacia la península de Yucatán. Sin embargo, se dio cuenta de que el territorio no había sido pacificado, por lo que emprendió varias campañas militares y mandó llamar a su lugarteniente Alonso de Ávila para que le ayudara en dicha misión. comenzaron internándose en la Chontalpa, pero después de algunas victorias fueron repelidos en Cimatán, sin embargo lograron controlar parte de la zona. Posteriormente Montejo y Ávila con la finalidad de abrir un camino hacia las Chiapas, decidieron iniciar una campaña hacia el sur por las márgenes del Río Grijalva lo que lo llevó a enfrentarse a los mayas en Zaguatán, Astapa, Teapan, Tecomajiaca y Tacotalpa, logrando importantes victorias en la zona, con lo que logró abrir un camino seguro para la provincia de Las Chiapas. Para mediados de 1530 toda la parte del río Grijalva estaba ya pacificada.
En julio de 1530 Montejo fue destituido como Alcalde Mayor de Tabasco y expulsado del territorio. Sin embargo, fue restituido cinco años después, con lo que continuó con sus campañas militares para conquistar el territorio tabasqueño, enviando a Alonso de Ávila ese año a explorar y conquistar los pueblos del oriente de Tabasco en la región del río Usumacinta. Ávila entabló fuertes combates en la provincia de Acalán, en donde, después de muchas dificultades, fundó la villa de Salamanca de Acalán (municipio de Balancán), primera población española en la zona y pretendida cabeza de playa en la futura conquista de Yucatán. Sin embargo, los mayas se rebelaron y atacaron en repetidas ocasiones la villa, por lo que al cabo de varios meses, Alonso de Ávila decidió abandonar la población.

### Gobernación de Francisco de Montejo y León, 1537-1540
En 1537 estando Francisco de Montejo en Honduras, consiguió para su hijo el título de Alcalde Mayor y Gobernador de Tabasco dejándolo en la Villa de Santa María de la Victoria para ejercer el cargo y para estar al frente de las campañas militares en la lucha para pacificar completamente la provincia. Ese año, Francisco Gil enviado por Pedro de Alvarado, entró al sureste de Tabasco desde Chiapas, recorrió la margen del Usumacinta enfrentándose a los índígenas de Teutiercas y Ousumacinta, pero aunque logró derrotarlos, no consiguió que se sujetaran a la corona española. Posteriormente se enfrentó a los indígenas de Zagoatespan (hoy Tenosique de Pino Suárez), con quienes obtuvo el mismo resultado, ya que después del enfrentamiento los indígenas huyeron hacia los montes quemando su poblado, Francisco Gil decidió fundar en ese lugar la villa de San Pedro Tanoche. Francisco de Montejo y León autorizó el nuevo asentamiento, pensando en una posible incursión a Yucatán desde el sur, sin embargo, en 1538, Francisco de Montejo, considerando que la población estaba en medio de la selva, lejos de los centros de abastecimiento, y viendo que no cesaba la hostilidad de los indígenas, ordenó a Francisco Gil que realizará el cambio de la villa de San Pedro Tanoche a la costa del Golfo de México refundándola con el nombre de San Pedro de Champotón.
En los siguientes años, "El Mozo" continuó con la campaña militar para pacificar Tabasco, incursionando en la Chontalpa en varias ocasiones para combatir a los aguerridos indios cimatecos, fundando la villa de Santiago Cimatán, la cual fue destruida semanas más tarde por los indígenas. También combatió a los indígenas de Zaguatán, Copilcom, Guimango y Zacualco. La campaña de Francisco de Montejo y León "el Mozo" se vio interrumpida en 1540, cuando su padre, el Adelantado, le dio instrucciones completas y precisas de trasladarse con todos los refuerzos a la villa de Salamanca de Champotón para iniciar una nueva campaña en Yucatán.

### Campañas militares, 1540-1564
Entre 1540 y 1550 el gobierno español realizó diversas campañas militares en la región de la Chontalpa, con la finalidad de lograr la conquista y pacificación definitiva de Tabasco, sin lograr grandes resultados, por lo que las autoridades españolas decidieron ir poblando el territorio para conseguir el control de la zona. En 1545 el alcalde mayor Marcos de Ayala Trujeque fundó la villa de Santiago Cimatán, sin embargo, al poco tiempo, los indígenas cimatecos destruyeron e incendiaron la villa. En 1550 el alcalde mayor de Tabasco Alonso de Bazán y Herrera ordenó la fundación de la villa de Xalpa que sería nombrada cabecera de la Chontalpa, para ser punta de lanza para la conquista de la región. 
Posteriormente, los españoles fueron habitando las poblaciones de Nacaxuxuca, Huimango, Anta, Cúlico, Boquiapa y Cucultiupa con la finalidad de ir cercando a los indígenas rebeldes de Cimatán. Sería hasta 1564 siendo Alcalde Mayor de Tabasco Alonso Gómez Sotomayor, cuando, por fin, después de 45 años de luchas y muchas campañas militares, las autoridades españolas, lograron la conquista definitiva de los indígenas de Cimatán, últimos tabasqueños en rendirse, cuando las epidemias ya habían diezmado a los naturales. Ya con el territorio tabasqueño conquistado y pacificado, el español Diego de Quijada fundó el 24 de junio de 1564 Villa Carmona (hoy Villahermosa).

## La conquista de las tierras altas mayas, 1524-1526

### Sometimiento de la región Quiché, 1524

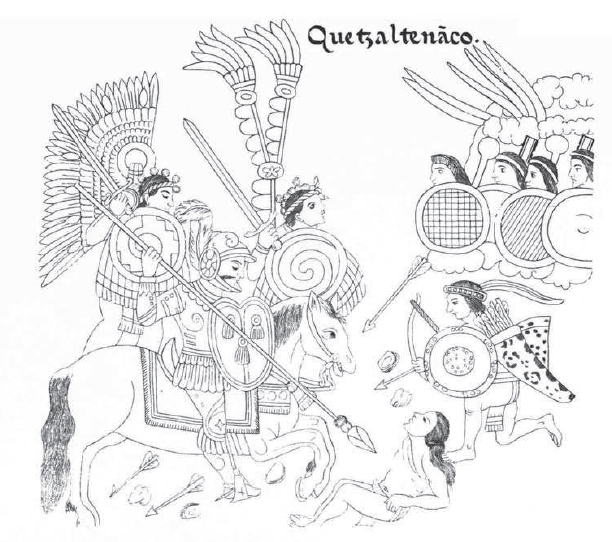
Página del Lienzo de Tlaxcala que muestra la conquista de Quetzaltenango

Pedro de Alvarado y su ejército avanzaron a lo largo de la costa del Pacífico sin oposición hasta que llegaron al Río Samalá en el oeste de Guatemala. Esta región que formaba parte de los k'iche y un ejército K'iche' trató sin éxito de evitar que el español cruzara el río. Una vez del otro lado, los conquistadores saquearon los asentamientos cercanos. El 8 de febrero de 1524 el ejército de Alvarado se enfrentó en una batalla en Xetulul, (moderna San Francisco Zapotitlán)Los españoles y sus aliados tomaron por asalto la ciudad y acamparon en el mercado.. Alvarado se dirigió río arriba en la Sierra Madre hacia países centrales k'iche ', cruzaron el paso hacia el valle de Quetzaltenango. El 12 de febrero de 1524 aliados mexicanos de Alvarado fueron emboscados en el pase y rechazados por los guerros K'iche ', pero caballería española dispersó al ejército K'iche' y cruzaron a la ciudad de Xelajú (Quetzaltenango moderna) para encontrarla desierta. Las cuentas españolas relatan que al menos uno y posiblemente dos de los señores gobernantes de Q'umarkaj murieron en las batallas feroces en la primera aproximación a Quetzaltenango. Casi una semana después, el 18 de febrero de 1524, un ejército de 30,000 fuertes K'iche 'se enfrentaron al ejército español en el valle de Quetzaltenango y fue derrotado ampliamente; muchos nobles K'iche 'estaban entre los muertos. Esta batalla agotado el poder militar K'iche y pidió la paz, e invitó a Pedro de Alvarado en su capital Q'umarkaj. Alvarado sospechaba profundamente de las intenciones K'iche ', pero aceptó la oferta y marchó a Q'umarkaj con su ejército. En Tzakahá los españoles llevaron a cabo una misa católica bajo un techo improvisado; Este sitio fue elegido para construir la primera iglesia en Guatemala. La primera misa de Pascua celebrada en Guatemala se celebró en la nueva iglesia, en la que fueron bautizados nativos de alto rango.

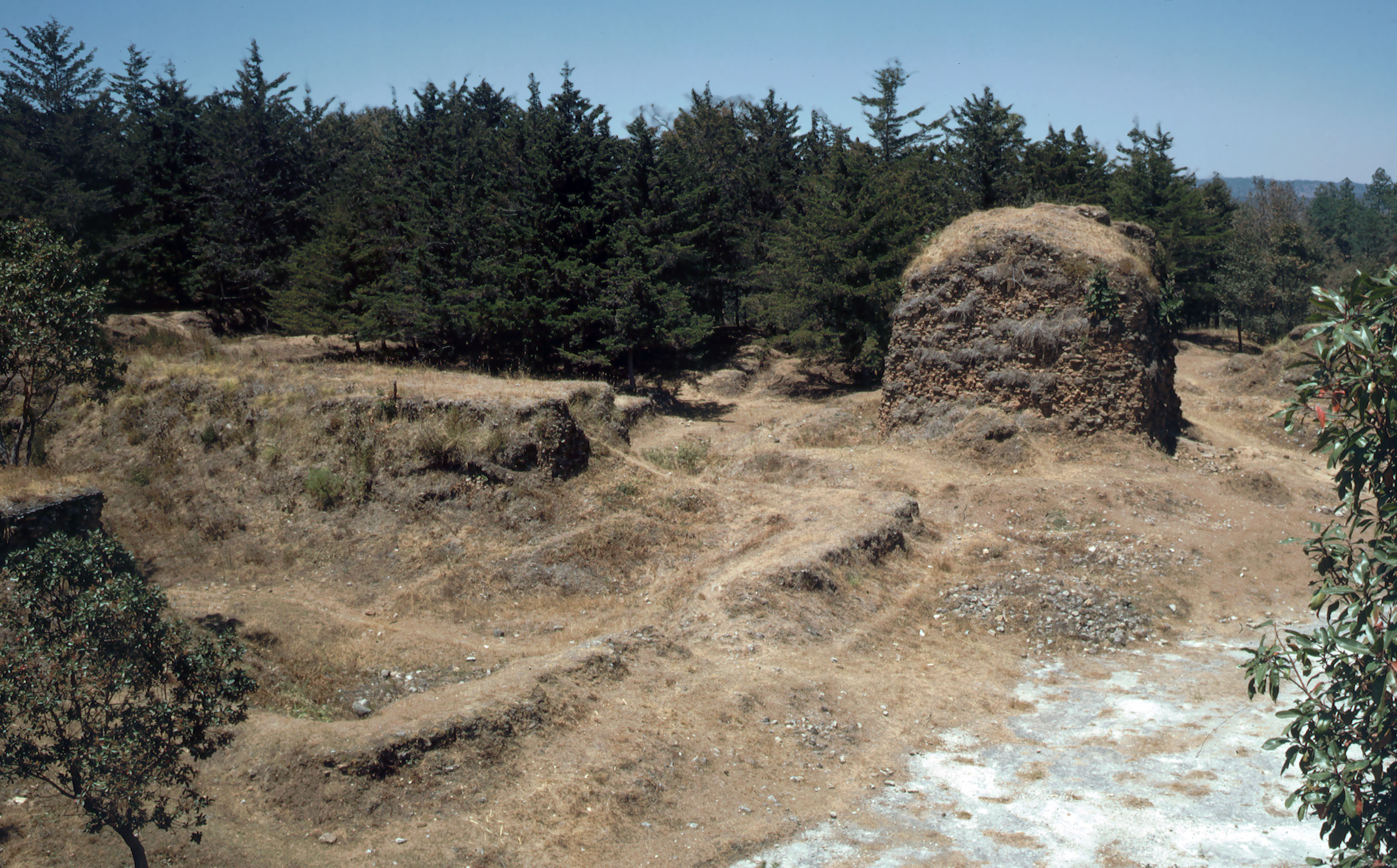
Q'umarkaj fue la capital del reino k'iche 'hasta que fue quemada por los españoles invasores.

En marzo de 1524 Pedro de Alvarado acampó en la llanura fuera del Q'umarkaj. No deseando entrar en las estrechas calles de Q'umarkaj, invitó a los señores k'iche 'Oxib-Keh (el ajpop, or rey) y Beleheb-Tzy (el ajpop k'amha, o rey electo)para visitarlo en su campo. Tan pronto como lo hicieron, se apoderón de ellos y los mantuvieron como prisioneros. En respuesta, los guerreros k'iche atacaron a los españoles aliados indígenas y mataron a uno de los soldados españoles. En este punto Alvarado tenía capturados a los señores k'iche y fueron quemados hasta la muerte, y luego procedió a quemar toda la ciudad. Después de la destrucción de Q'umarkaj, Pedro de Alvarado envió mensajes a Iximché, capital de los kaqchikeles, proponiendo una alianza contra la resistencia a los K'iche restantes. Alvarado escribió que enviaran 4.000 guerreros para que le ayuden, aunque el Kaqchikel registró que enviaron solamente 400. Con la capitulación del reino K'iche, varios pueblos no-k'iche' bajo dominio k'iche 'también se presentaron a la españoles. Esto incluye a los habitantes de la zona mames ahora dentro del departamento moderno de San Marcos.

### La alianza Kaqchikel y la conquista del Tz'utujil, 1524
El 14 de abril de 1524, los españoles fueron invitados a Iximché y fueron bien recibidos por los señores Belehe qat y Cahi Imox. Los reyes kaqchikeles proporcionaron soldados nativos para ayudar a los conquistadores en contra de continuar la resistencia K'iche 'y para ayudar con la derrota del reino vecino Tz'utujil. Los españoles solo estuvieron brevemente antes de continuar a Atitlán y la costa del Pacífico. Los españoles volvieron a la capital Kaqchikel el 23 de julio de 1524 y el 27 de julio Pedro de Alvarado declaró Iximche como la primera capital de Guatemala, Santiago de los Caballeros de Guatemala ("Santiago de los Caballeros de Guatemala").

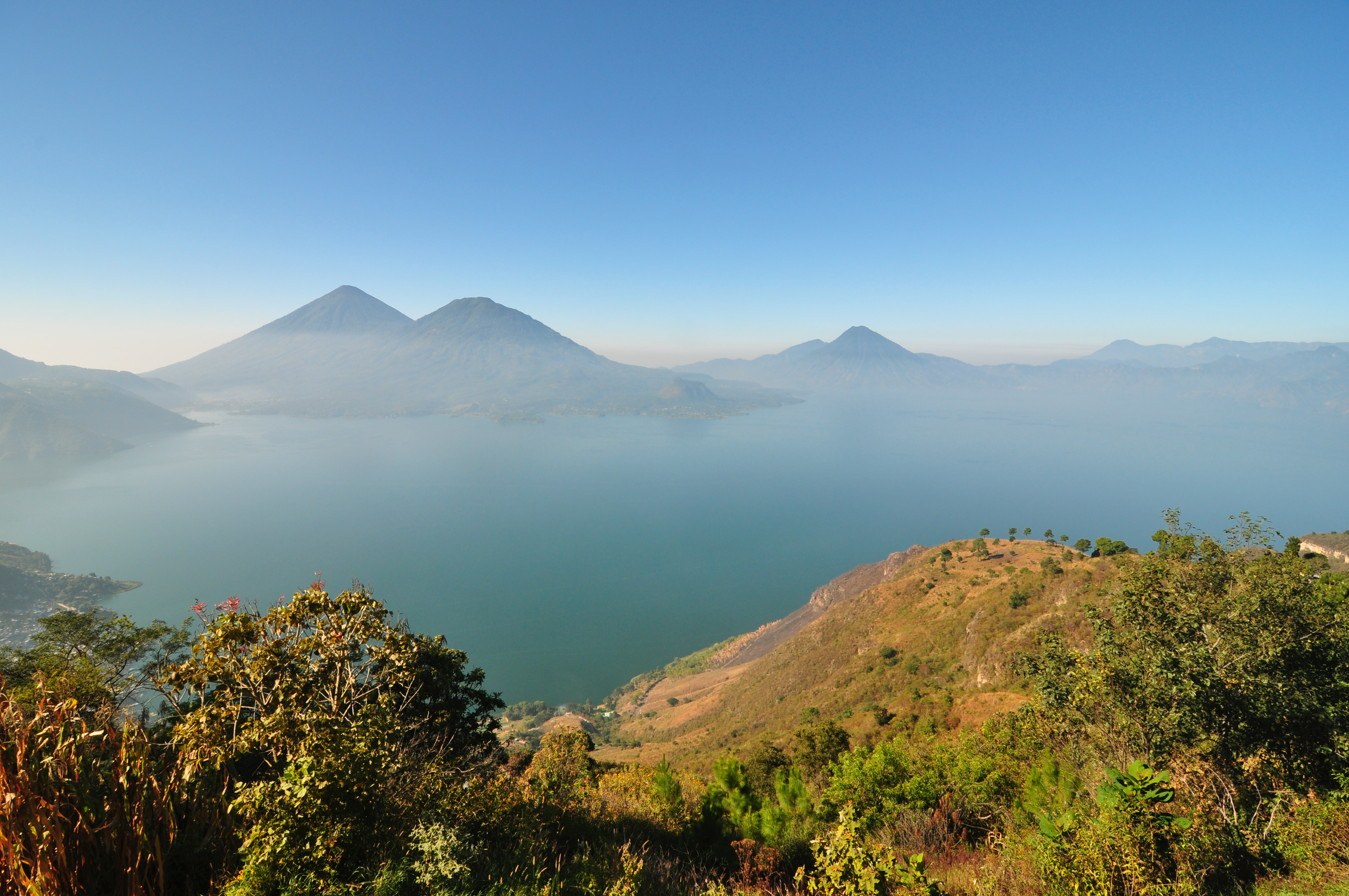
El reino Tz'utujil tenía su capital en la orilla del lago de Atitlán.

Después de dos mensajeros Kaqchikel enviado por Pedro de Alvarado fueron asesinados por el Tz'utujil, los conquistadores y sus aliados Kaqchikel marcharon contra los Tz'utujil. Pedro de Alvarado llevó 60 de caballería, 150 de infantería española y un número indeterminado de guerreros kaqchikel. Los españoles y sus aliados llegaron a la orilla del lago después de un día de marcha, y Alvarado se adelantó con 30 jinetes a lo largo de la orilla del lago hasta que encontró una fuerza Tz'utujil hostil, que fue roto por los españoles. Se perseguirán los sobrevivientes a través de una calzada a una isla a pie antes de que los habitantes podían romper los puentes. El resto del ejército de Alvarado no tardó en llegar e irrumpió la isla con éxito. Los Tz'utujil sobrevivientes huyeron al lago y nadaron hacia la seguridad. Los españoles no pudieron seguir porque 300 canoas enviados por los kaqchikeles aun no habían llegado. Esta batalla tuvo lugar el 18 de abril.
Al día siguiente los españoles entraron en Tecpán Atitlán, la capital Tz'utujil, pero la encontraron desierta. Los líderes Tz'utujil respondieron a los mensajeros de Alvarado para rendirse a Pedro de Alvarado y jurar lealtad a España, y en ese momento Alvarado los consideró pacíficos y regresaron a Iximché; tres días más tarde, los señores de la Tz'utujil llegaron a prometer su lealtad y ofrecer tributo a los conquistadores.

### Reconocimiento de las tierras altas de Chiapas, 1524

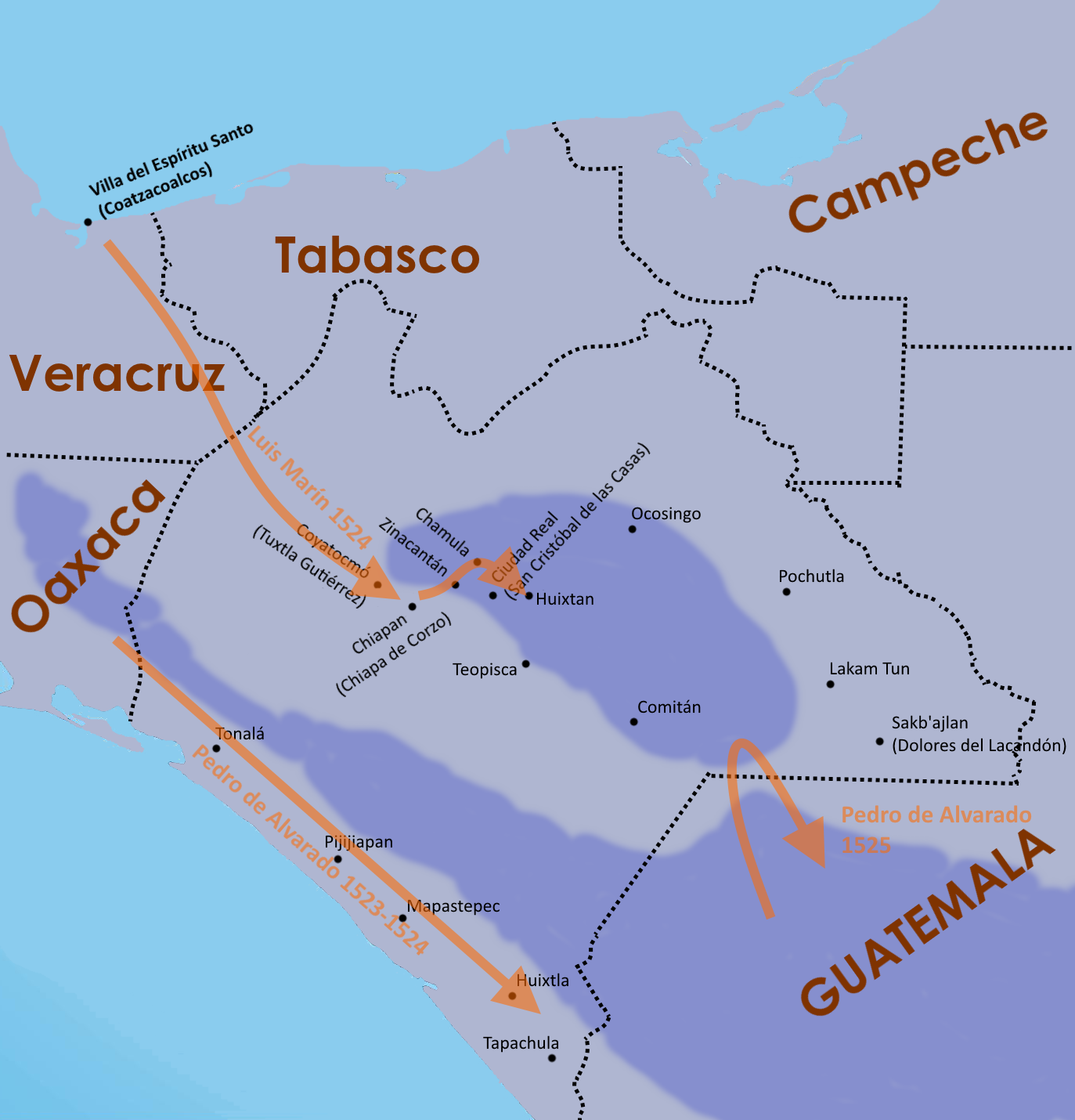
Vías de entrada tempranas a Chiapas, 1523-1525

En 1524 Luis Marín llevó una pequeña expedición de reconocimiento en Chiapas.Él salió de Coatzacoalcos (rebautizada Espíritu Santo por los españoles), en la costa del golfo de México. Su partido siguió el Grijalva río arriba; cerca de Chiapas de Corzo moderna del partido español luchó y derrotó a los chiapanecos. Después de esta batalla, Marín se dirigió a la región montañosa central de Chiapas; alrededor de la Pascua pasó por los tzotziles de Zinacantán maya ciudad sin la oposición de los habitantes. Los zinacantecos, fieles a su promesa de lealtad dos años antes, ayudaron a los españoles en contra de los otros pueblos indígenas de la región.
Marín fue recibido inicialmente por una embajada de paz mientras se acercaba a la ciudad de Tzoztzil, Chamula. Él tomó esto como la presentación de los habitantes, pero se encontró con la resistencia armada cuando trató de entrar en la provincia. Los españoles encontraron que el Chamula tsotsil había abandonado sus tierras y los despojaron de los alimentos en un intento de disuadir a los invasores. Un día después de su planteamiento inicial, Marín encontró que el Chamula tsotsil había reunido a sus guerreros en una cresta que era demasiado empinado para que los caballos españoles subieran. Los conquistadores se encontraron con una andanada de misiles y agua hirviendo, y encontraron que la ciudad era defendida por una gruesa muralla defensiva y formidable de 4 pies1,2192 m. Los españoles irrumpieron en la pared, al ver que los habitantes se habían retirado al amparo de las lluvias torrenciales que se había interrumpido la batalla. Después de tomar la desierta Chamula, la expedición española continuó en contra de sus aliados en Huixtan.Una vez más los habitantes ofrecieron resistencia armada antes de abandonar su ciudad a la españoles. El conquistador Diego Godoy escribió que los indios muertos o capturados en Huixtán números no más de 500. Los españoles, por ahora decepcionados con las escasas cosechas, decidierion retirarse a Coatzacoalcos en mayo de 1524.

### Rebelión Kaqchikel, 1524-1530
Pedro de Alvarado comenzó rápidamente a la demanda de oro en el tributo de los kaqchikeles, agriar la amistad entre los dos pueblos, y el pueblo Kaqchikel abandono su ciudad y huyeron a los bosques y colinas el 28 de agosto de 1524. Diez días más tarde, los españoles declararon la guerra a los kaqchikeles. Dos años más tarde, el 9 de febrero de 1526, un grupo de dieciséis desertores españoles quemaron el palacio de la Ahpo Xahil, saquearon los templos y secuestraron a un sacerdote, actos que los kaqchikeles atribuyeron a Pedro de Alvarado.
| Los Kaqchikel comenzaron a luchar contra el españoles. Abrieron pozos y pozos para los caballos y pusieron estacas afiladas en ellas para matarlos; ... Muchos españoles y sus caballos murieron en las trampas del caballo. Muchos K'iche 'y Tz'utujil también murieron; de esta manera los kaqchikeles destruyeron a todos estos pueblos.—Anales de los Kaqchikels |

Los españoles fundaron una nueva ciudad en el cercano Tecpán Guatemala.Los españoles abandonaron Tecpán, en 1527, a causa de los continuos ataques Kaqchikel, y se trasladaron al Valle de Almolonga, al este, re fundando su capital en Ciudad Vieja. Los Kaqchikel mantuvieron la resistencia contra los españoles por un número de años, pero el 9 de mayo de 1530, agotados por la guerra, los dos reyes de los clanes más importantes regresaron de la selva. Un día más tarde se les unieron muchos nobles y sus familias y muchas más personas; que luego se rindieron en la nueva capital españoles en Ciudad Vieja.  Los antiguos habitantes de Iximché se dispersaron; algunos fueron trasladados a Tecpán, el resto de Sololá y otros pueblos alrededor del Lago de Atitlán.

### Sitio de Zaculeu, 1525

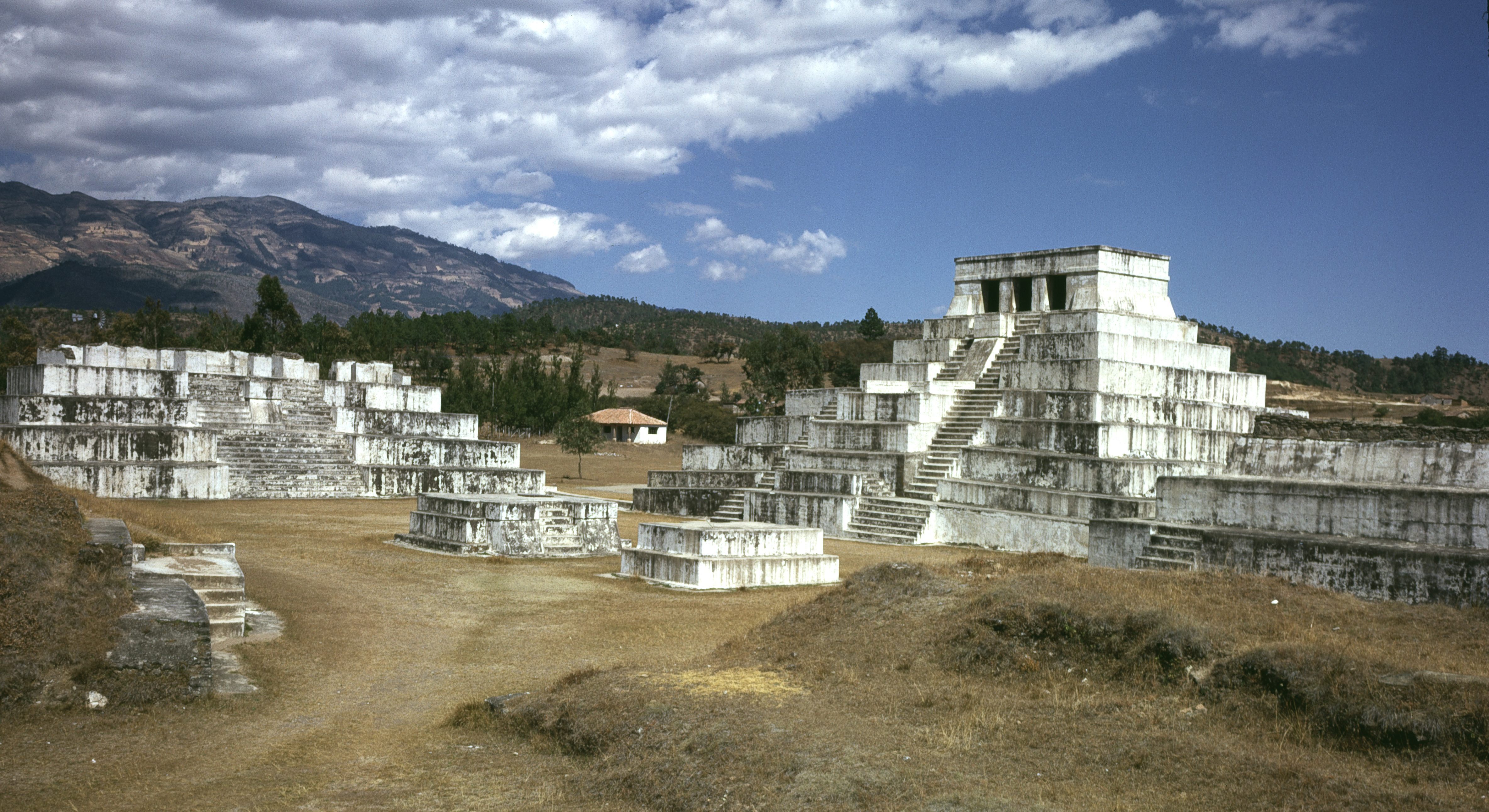
Zaculeu cayó a Gonzalo de Alvarado y Contreras después de un asedio de varios meses.

En el momento de la conquista, la población principal Mam estaba situado en Xinabahul (moderna ciudad de Huehuetenango), pero las fortificaciones de Zaculeu llevaron a su uso como refugio durante la conquista. El refugio fue atacado por Gonzalo de Alvarado y Contreras, hermano de Pedro de Alvarado, en 1525, con 40 jinetes españoles y 80 de infantería españoles, y unos 2.000 aliados mexicanos y K'iche. Gonzalo de Alvarado abandonado el campamento español en Tecpán Guatemala en julio de 1525 y marchó a Momostenango, que rápidamente cayó a los españoles después de una batalla de cuatro horas. Al día siguiente, Gonzalo de Alvarado marchó sobre Huehuetenango y se enfrentó a un ejército mam de 5.000 guerreros de Malacatán. El ejército mam avanzaba por la llanura en formación de batalla y fue recibido por una carga de caballería española que los tiró en el caos, con la infantería limpiando los Mam que sobrevivieron a la caballería. El líder Mam Canil Acab murió y los guerreros sobrevivientes huyeron a las colinas. El ejército español descansó por unos días, y luego continuaron hacia Huehuetenango solo para descubrir que desertó.
Kayb'il B'alam había recibido la noticia del avance español y se había retirado a su fortaleza en Zaculeu, con unos 6.000 guerreros se reunieron desde la zona de los alrededores. La fortaleza poseía defensas formidables, y Gonzalo de Alvarado lanzó un asalto a la entrada norte más débil. Los guerreros mames se mantuvieron inicialmente firmes contra la infantería española, pero cayeron de vuelta antes de las reiteradas de la caballería. Kayb'il B'alam, al ver que la victoria absoluta en un campo de batalla abierto era imposible, retiró su ejército de vuelta dentro de la seguridad de las paredes. Como Alvarado cavó y puso cerco a la fortaleza, un ejército de unos 8.000 guerreros mames descendió sobre Zaculeu de las montañas Cuchumatanes al norte, procedentes de pueblos aliados de la ciudad; el ejército de socorro fue aniquilado por la caballería españoles. Después de varios meses, los mams se quedaron con hambre. Kayb'il B'alam finalmente se rindió la ciudad a la españoles en el medio de octubre de 1525. Cuando los españoles entraron en la ciudad se encontraron con 1.800 indios muertos y los sobrevivientes comían los cadáveres. Tras la caída de Zaculeu, una guarnición española se estableció en Huehuetenango, y Gonzalo de Alvarado regresó a Tecpán Guatemala.

### Pedro de Alvarado en las tierras altas de Chiapas, 1525
Un año después de la expedición de reconocimiento de Luis Marín, Pedro de Alvarado entró en Chiapas cuando cruzó una parte de la Selva Lacandona en un intento de enlazar con la expedición de Hernán Cortés en dirección a Honduras. Alvarado entró en Chiapas desde Guatemala a través del territorio de la Acala ch'ol; y fue incapaz de localizar a Cortés y sus exploradores finalmente lo llevaron a Tecpan Puyumatlan (moderno Santa Eulalia, Huehuetenango), en una región montañosa cerca del territorio de la Lacandona ch'ol. Los habitantes de Tecpan Puyumatlan ofrecieron una feroz resistencia contra la expedición española liderada, y Gonzalo de Alvarado escribió que el españoles sufrieron muchas pérdidas, incluyendo el asesinato de mensajeros enviados a convocar a los nativos a jurar lealtad a la Corona españoles. después de no poder localizar a Cortés, los Alvarado regresó a Guatemala.

### Altiplano guatemalteco central y oriental, 1525-1532

Mapa de las principales vías de entrada y de batalla sitios de la conquista de Guatemala

En 1525 Pedro de Alvarado envió una pequeña empresa a conquistar Mixco Viejo (Chinautla Viejo), la capital de Poqomam.Los españoles intentaron un acercamiento a través de un paso estrecho, pero se vieron obligados de nuevo con grandes pérdidas. El propio Alvarado lanzó el segundo asalto con 200 aliados tlaxcaltecas, pero también fue derrotado. Los Poqomam luego recibieron refuerzos, y los dos ejércitos se enfrentaron en campo abierto fuera de la ciudad. La batalla fue caótica y se prolongó durante la mayor parte del día, pero finalmente se decidió por la caballería española. Los líderes de los refuerzos se rindieron a los tres días a los españoles tres días después tras su retirada y reveló que la ciudad tenía una entrada secreta en forma de cueva. Alvarado envió 40 hombres para cubrir la salida de la cueva y lanzó otro asalto a lo largo del barranco, en una sola fila, debido a su estrechez, con ballesteros alternandos con musketmen, cada uno con un compañero le refugio con un escudo. Esta táctica permitió a la españoles romper la tormenta y así pasar a la entrada de la ciudad. Los guerreros Poqomam retrocedieron en desorden en una retirada caótica por la ciudad. Los que lograron replegarse hacia el valle vecino fueron emboscados por la caballería española que había sido puesta para bloquear la salida de la cueva, los sobrevivientes fueron capturados y llevados de vuelta a la ciudad. El sitio había durado más de un mes, y debido a la fuerza defensiva de la ciudad, Alvarado ordenó que se quemara y trasladó a los habitantes a la nueva aldea colonial de Mixco.
No hay fuentes directas que describan la conquista de la Chajoma por el españoles pero parece haber sido una campaña interminable en vez de una victoria rápida. Después de la conquista, los habitantes del reino fueron reasentados en San Pedro Sacatepéquez, y San Martín Jilotepeque. Los Chajoma se rebelaron contra los españoles en 1526, luchando una batalla en Ukub'il, un sitio no identificado en algún lugar cerca de las ciudades modernas de San Juan Sacatepéquez y San Pedro Sacatepéquez.
Chiquimula de la Sierra ("Chiquimula en las Tierras Altas") fue habitada por los Ch'orti 'maya en el momento de la conquista. Los primer reconocimiento españoles de esta región tuvieron lugar en 1524. En 1526 tres capitanes españoles invadieron Chiquimula por orden de Pedro de Alvarado. La población indígena pronto se rebeló contra las excesivas demandas españoles, pero la rebelión fue rápidamente sofocada en abril de 1530. Sin embargo, la región no se consideró totalmente conquistada hasta que una campaña de Jorge de Bocanegra en 1531-1532, que también tomó en partes de Jalapa. Las aflicciones de enfermedades del Viejo Mundo, la guerra y el exceso de trabajo en las minas y las encomiendas tomaron una pesada carga sobre los habitantes del este de Guatemala, en la medida que los niveles de población indígena nunca se recuperaron a los niveles anteriores a la conquista.

## Francisco de Montejo en Yucatán, 1527-28

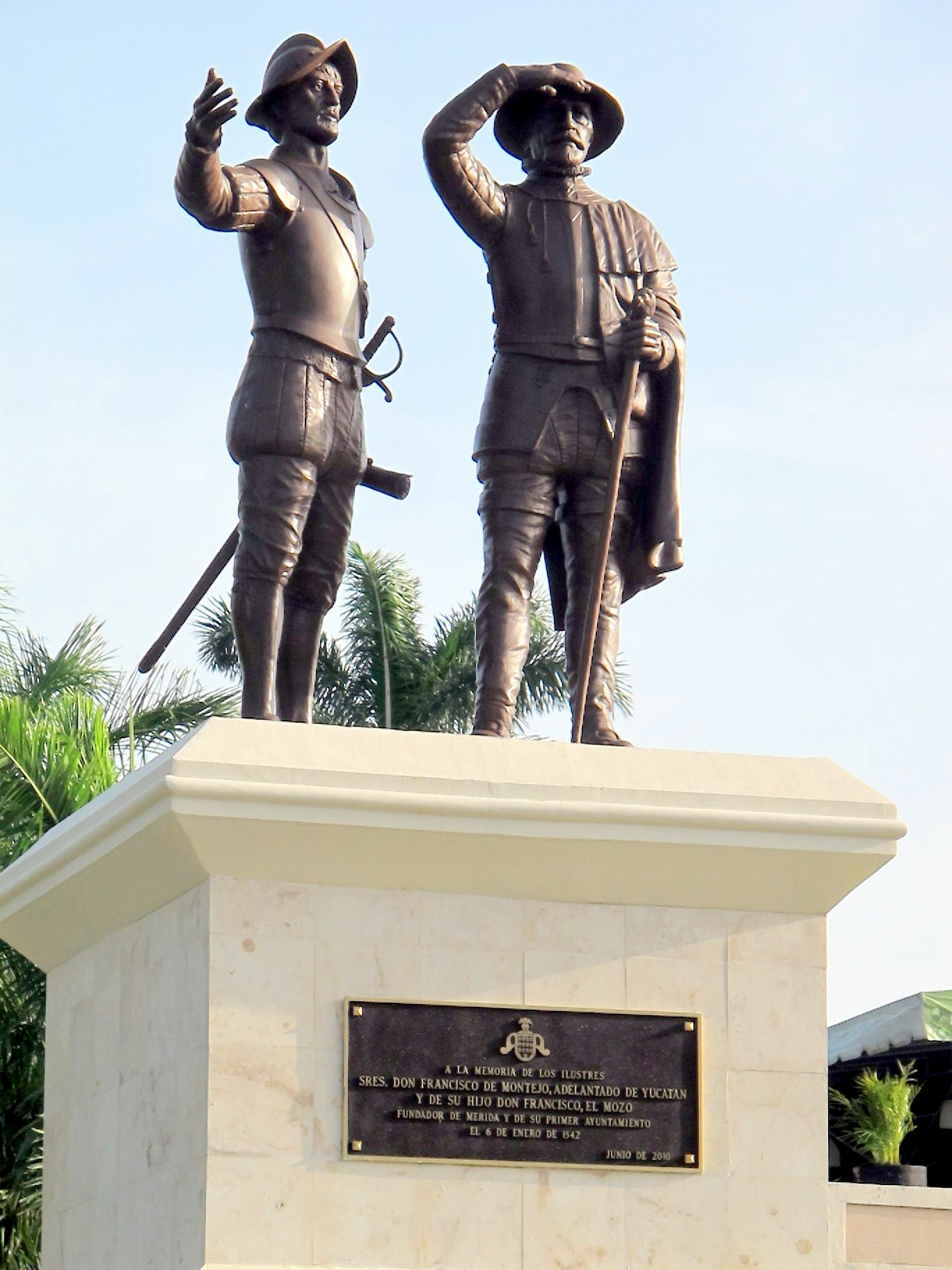
Monumento en Mérida a Montejo el Adelantado y su hijo homónimo.

Las tierras más ricas de México captaron la atención de los principales conquistadores durante algunos años, después en 1526, Francisco de Montejo (un veterano de las expediciones de Grijalva y Cortés) solicitó con éxito al Rey de España el derecho de conquistar Yucatán. El 8 de diciembre de ese año, se publicó el otorgamiento del título militar hereditario de adelantado y el permiso para colonizar la península de Yucatán. En 1527 salió de España con 400 hombres en cuatro naves, con caballos,  armas pequeñas, cañones y disposiciones. Una de las naves fue dejada en Santo Domingo como un buque de suministro para proporcionar apoyo; las otras naves zarparon y llegaron a Cozumel, una isla frente a la costa este de Yucatán, en la segunda mitad de septiembre de 1527. Montejo fue recibido allí en paz por el señor Aj Naum Pat. Los barcos solo se detuvieron brevemente antes de hacer la partida a la tierra principal, tocando tierra en algún lugar cerca Xelha en la provincia maya de Ekab.
Montejo acuertelo Xelha con guarniciones de 40 soldados y registró 20 más en el cercano Polo. Xelha fue renombrada como Salamanca de Xelha y se convirtió en el primer esablecimiento español en la península. Las provisiones se agotaron pronto y alimentos adicionales fue requeridos por los aldeanos locales mayas; esto también fueron rápidamente consumido. Muchos mayas locales huyeron al bosque y grupos de españoles recorrieron los alrededores por alimentos, encontrando poco. Con creciente descontento entre sus hombres, Montejo tomó la drástica medida de quemar sus naves; esto fortaleció la determinación de sus tropas, que poco a poco se aclimatados a las duras condiciones de Yucatán. Montejo fue capaz de conseguir más comida del aun amistoso Aj Nuam Pat de Cozumel. Montejo tomó 125 hombres y partió en una expedición para explorar la parte nor-oriental de la península de Yucatán. En Belma, Montejo reunió a los líderes de los cercanos pueblos mayas y los instruyó a jurar lealtad a la Corona española. Después de esto, Montejo condujo a sus hombres a Conil , una ciudad en Ekab, donde las tropas españolas se detuvieron durante dos meses.
En la primavera de 1528, Montejo dejó la ciudad de Chauaca, la cual fue abandonada por los habitantes mayas, escondiéndose en la obscuridad. La mañana siguiente, los habitantes mayas atacaron a las tropas españolas, pero fueron derrotados. Los españoles continuaron a Ake, donde tuvieron una batalla mayor, la que dejó muertos a más de 1,200 mayas. Después de esta victoria española, los líderes vecinos se rindieron. Las tropas de Montejo continuaron a Sisia y Loche antes de regresar a Xelha. Montejo arribó a Xelha con tan solo 60 en su tropa, y encontró que solo 12 de sus 40 más fuertes soldados sobrevivieron, mientras que la guarnición en Pole, había sido masacrada.
El buque de apoyo al final llegó de Santo Domingo, y Montejo lo usó para navegar hacia el sur a lo largo de la costa, mientras que envió a su segundo al mando, Alonso de Ávila, a través de la tierra. Montejo descubrió la próspera ciudad portuaria de Chaktumal (Chetumal moderna). Los mayas en Chaktumal dieron información falsa a los españoles, y le fue imposible a Montejo encontrarse con de Ávila, quien se regresó por tierra a Xelha. La novata colonia española fue movida a la cercana Xamanha, actualmente Playa del Carmen, el cual consideró Montejo ser mejor puerto. Después de esperar a de Ávila sin ningún resultado, Montejo navegó al sur de Honduras antes de darse la vuelta y regresar por la costa para finalmente encontrarse con su lugarteniente en Xamanhá. Luego en 1528, Montejo dejó a De Ávila para supervisar Xamanhá y navegó hacia el norte de la península de Yucatán para dirigirse a la colonia española de la Nueva España en el centro de México .

## Conquista de losAltosde Chiapas, 1527-1547
Pedro de Portocarrero, un joven de la nobleza, lideró la expedición a Chiapas después de Alvarado, otra vez desde Guatemala. Su campaña está, en gran parte, indocumentada, pero en enero de 1528 estableció con éxito el asentamiento de San Cristóbal de los Llanos en el valle de Comitán, en el territorio de tojolabal maya. Esto sirvió como base de la operación que permitió a los españoles extender su control hacia el valle Ocosingo. Una de las escasas menciones de la campaña de Portocarrero sugiere que hubo cierta resistencia indígena, pero su forma exacta y el alcance es desconocido. Portocarrero estableció el dominio español en varios establecimientos tzeltales y tojolabales, y se extendió hasta el pueblo tzotzil de Huixtán.
Para 1528, el poder colonial español fue establecido en los Altos de Chiapas, y derechos de encomienda fueron emitidos por conquistadores. El dominio español se extendió desde la parte alta del desagüe de Grijalva, pasando Comitán y Teopisca hasta el valle Ocosingo. El norte y noreste fueron incorporados al distrito de la Villa de Espíritu Santo, que incluía Ch'ol, territorio maya, alrededor de Tila. En los primeros años de la conquista, los derechos de encomienda realmente significaban derechos de saqueo y de reunir esclavos, por lo general grupos de conquistadores montados, lanzaban grupos de esclavos a atacar poblaciones desprevenidas. Los prisioneros serían nombrados esclavos, y serían vendidos a cambio de armas, suplementos y caballos.

### Diego Mazariegos, 1528
En 1528, el capitán Diego Mazariegos cruzó dentro de Chiapas vía el Istmo de Tehuantepec con artillería y reclutas primas recién llegadas de España. Para este tiempo, la población indígena se había reducido en gran medida por la combinación de enfermedad y hambre. Primero viajaron a Jiquipilas para reunirse con una delegación de Zinacantán, que había pedido ayuda española contra vasallos rebeldes; un pequeño contingente de caballería española fue suficiente para traer a estos de nuevo en línea. Después de esto, Mazariegos y sus compañeros procedieron a Chiapas y establecieron un campamento temporal cerca, que le dieron el nombre de Villa Real. Mazariegos había llegado con el mandato de establecer una nueva provincia colonial de Chiapa en los Altos de Chiapas. Inicialmente se encontró con la resistencia de los conquistadores veteranos que ya se habían establecido en la región. Mazariegos oyó que Pedro de Portocarrero estaba en los altos, y lo buscó con el fin de persuadirlo a que se fuera. Los dos conquistadorws finalmente se reunieron en Huixtán. Mazariegos entró en prolongadas negociaciones de tres meses con los colonos españoles en Coatzacoalcos (Espíritu Santo) y San Cristóbal de los Llanos. Finalmente se llegó a un acuerdo y las encomiendas del Espíritu Santo que yacían en las tierras altas se fusionaron con las de San Cristóbal para formar la nueva provincia. Desconocido por Mazariegos, el rey ya había emitido una orden de que los asentamientos de San Cristóbal de los Llanos se transferirán a Pedro de Alvarado. El resultado final de las negociaciones entre Mazariegos y los colonos establecidos era que la Villa de San Cristóbal de los Llanos fuera disuelta, y los colonos que deseaban permanecer fueran trasladados a Villa Real, que había sido movida al valle fértil de Jovel . Pedro de Portocarrero dejó Chiapas , y regresó a Guatemala. Mazariegos procedió con la política de trasladar a los indios en reducciones; este proceso fue más fácil por los niveles de población indígena mucho más reducidos. Mazariegos emitió licencias de encomienda que cubrían regiones aun no conquistadas, con el fin de alentar a los colonos para conquistar nuevos territorios. La Provincia de Chiapa no tenía territorio con costa, y para el final de este proceso, 100 colonos españoles fueron concentrados en la remota capital provincial en Villa Real, rodeado de un poblado de indios hostiles, con profundas divisiones internas.

### Rebelión en los Altos de Chiapas, 1528
Aunque Mazariegos había logrado establecer su nueva capital provincial sin conflicto armado, las demandas excesivas españolas de mano de obra y materiales de pronto provocaron la rebelión de los lugareños. En agosto de 1528, Mazariegos sustituyó a los encomenderos existentes con sus amigos y aliados; los indígenas, al ver la aislada español y a testigos de la hostilidad entre los colonos originales y recién llegados, aprovecharon la oportunidad para rebelarse y se negaron a suministrar a sus nuevos amos. Zinacantán fue el único asentamiento indígena que se mantuvo leal a los españoles.
Villa Real ahora estaba rodeado de territorio hostil, y cualquier ayuda española estaba demasiado lejos para ser de valor. Los colonos rápidamente se quedaron sin alimentos y respondieron tomando armas y cabalgando en contra de los indios en busca de comida y esclavos. Los indios abandonaron sus ciudades y escondieron a sus mujeres y niños en las cuevas. Las poblaciones rebeldes se concentraron en las fácilmente defendidas cimas de las montañas. En Quezaltepeque, una larga batalla se libró entre el tzeltal maya y los españoles, lo que resultó en la muerte de un gran número de españoles. La batalla duró varios días, y los españoles fueron apoyados por los guerreros indígenas del centro de México. La batalla finalmente resultó en una victoria española, pero el resto de la provincia de Chiapa se mantuvo rebelde.
Después de la batalla de Quetzaltepeque, Villa Real seguía escaso de comida y Mazariegos estaba enfermo; se retiró a Copanaguastla contra las protestas del Ayuntamiento, que se dejó de defender de la colonia en ciernes. Para entonces, Nuño de Guzmán era gobernador en México, y envió a Juan Enríquez de Guzmán a Chiapa como juez de fin de plazo en lugar de Mazariegos, y como alcalde mayor (un gobernador colonial local). Ocupó su puesto durante un año, tiempo durante el cual trató de restablecer el control español sobre la provincia, especialmente en las regiones del norte y del este, pero no pudo avanzar mucho .

### Fundación de la Ciudad Real, Chiapa, 1531-1535
En 1531, Pedro de Alvarado finalmente asumió el cargo de gobernador de Chiapa. De inmediato se restableció el antiguo nombre de San Cristóbal de los Llanos en Villa Real. Una vez más, las encomiendas de Chiapa se transfirieron a los nuevos propietarios. Los españoles lanzaron una expedición contra Puyumatlan; no fue un éxito en términos de conquista, pero permitió a los españoles aprovechar más esclavos para el comercio de armas y caballos. Los suministros recién adquiridos podrían utilizarse en futuras expediciones para conquistar y pacificar las regiones aun independientes, lo que llevó a un ciclo de redadas de esclavos, el comercio de materiales de construcción, seguidos por nuevas conquistas y las ataques por esclavos . La familia Mazariegos logró establecer una base de poder en las instituciones coloniales locales y, en 1535, lograron que San Cristóbal de los Llanos declarara una ciudad, con el nuevo nombre de Ciudad Real. También lograron adquirir privilegios especiales de la Corona con el fin de estabilizar la colonia, como un edicto en el que se especifica que el gobernador de Chiapa debe gobernar en persona y no a través de un representante delegado. En la práctica, la rápida rotación de encomiendas continuó, ya que pocos españoles tenían esposas españolas legales e hijos legítimos que pudieran heredar. Esta situación no se estabilizó hasta la década de 1540, cuando la escasez extrema de mujeres españolas en la colonia fue aliviada por la llegada de nuevos colonos.

### Establecimiento de los dominicanos en Chiapa, 1545-1547

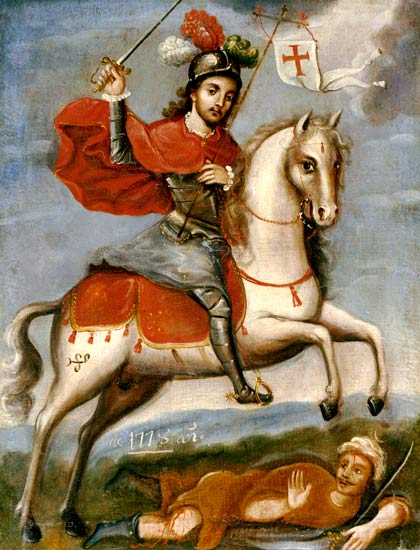
Santiago Matamoros fue un ícono identificable de la superioridad militar española

En 1542, las Leyes Nuevas fueron proclamadas con el fin dee proteger a la población indígena de las colonias españolas de la explotación recibida por los encomenderos. El fraile Bartolomé de las Casas y sus seguidores dejaron España en julio de 1544 para hacer cumplir con las Leyes Nuevas. Las Casas arribó a Ciudad Real con 16 compañeros dominicanos el 12 de marzo de 1545. Los dominicanos fueron la primera orden religiosa en intentar la evangelización de la población nativa. Su llegada significó que los colonos ya no eran libres de tratar a los nativos a su antojo sin el riesgo de la intervención de las autoridades religiosas. Los dominicanos pronto tuvieron conflictos con los colonos establecidos. La oposición colonial a los dominicanos era tal que los dominicanos se vieron obligados a huir de Ciudad Real por el temor de sus vidas. Se establecieron cerca, en dos pueblos indígenas, el antiguo sitio de la Villa Real de Chiapa y Cinacantlán. Desde Villa Real, Bartolomé de las Casas y sus compañeros prepararon la evangelización de todo el territorio que cayó dentro del obispado de Chiapa . Los dominicanos promovieron la veneración de Santiago Matamoros como una imagen fácilmente identificable de la superioridad militar española. Los dominicanos pronto vieron la necesidad de restablecerse en Ciudad Real, y las hostilidades con los colonos se calmaron. En 1547, la primera piedra del nuevo convento dominicano en Ciudad Real fue puesta.

## Francisco de Montejo y Alonso de Ávila, Yucatán de 1531 a 1535
Montejo fue nombrado alcalde mayor (gobernador colonial local) de Tabasco en 1529, y pacificó esa provincia con la ayuda de su hijo, también llamado Francisco de Montejo. De Ávila fue enviado desde el este de Yucatán para conquistar Acalán, que se extendió al sureste de la Laguna de Términos. Montejo el Mozo fundó Salamanca de Xicalango como base de operaciones. En 1530 De Ávila estableció Salamanca de Acalán como una base desde la cual lanzarían nuevos intentos de conquistar Yucatán. Salamanca de Acalán resultó ser una decepción, sin oro para llevarse y con niveles de población más bajos de lo que se había esperado. De Ávila pronto abandonó el nuevo asentamiento y se fue a través de las tierras de la Kejache a Champotón, donde llegó a finales de 1530, donde más tarde se le unieron los Montejo .
En 1531 Montejo movió su base de operación a Campeche. Alonso de Ávila fue enviado por tierra al este de la península, padando por Maní, donde fue bien recibido por los Xiu maya. de Ávila continuó al sureste a Chetumal, donde fundó la ciudad española de Villa Real, justo en los bordes de actualmente Belice. Los mayas locales ferozmente se resistieron al establecimiento de una nueva colonia española, de Ávila y sus hombres fueron forzados a abandonar y llegar a Honduras en canoas.
En Campeche, una fuerte fuerza maya atacó la ciudad, pero fueron rechazados por los españoles. Aj Canul, el señor de los mayas atacantes, se rindió ante los españoles. Después de esta batalla, el Mozo Francisco de Montejo fue enviado al norte de la provincia Cupul, donde el señor Naabon Cupul, de mala manera, le permitió fundar la ciudad española de Ciudad Real en Chichén Itzá. Montejo dividió la provincia entre sus soldados como encomiendas. Después de seis meses de gobierno español, Naabon Cupul fue asesinado durante un intento fallido de matar a Montejo el Mozo. La muerte de su señor solo sirvió para inflamar a Cupul de ira y, a mediados de 1533, pusieron cerco a la pequeña guarnición española en Chichén Itzá. Montejo el Mozo abandonó la Ciudad Real por la noche, y él y sus hombres huyeron al oest , donde las provincias Chel , Pech y Xiu permanecieron obedientes a la dominación española. Montejo el Mozo fue recibido amistosamente por el señor de la provincia Chel. En la primavera de 1534 se reunió con su padre en la provincia Chakan en Dzikabal, (cerca de la actual Mérida) .
El Xiu maya mantuvo su amistad con los españoles a lo largo de la conquista y la autoridad española fue finalmente establecida sobre Yucatán, en gran parte debido al apoyo de Xiu. Los Montejo fundaron una nueva ciudad española en Dzilam, aunque los españoles sufrieron dificultades allí. Montejo el Adelantado volvió a Campeche, donde fue recibido amistosamente por los mayas locales. Estuvo acompañado por el amable señor Chel Namux Chel. Montejo el Mozo se quedó en Dzilam para continuar con sus intentos de conquistar la región, pero pronto se retiró a Campeche para reunirse con su padre y Alonso de Ávila, que habían regresado a Campeche poco antes. Alrededor de ese tiempo, las noticias empezaron a llegar de las conquistas de Francisco Pizarro en Perú y del rico botín de allí. Los soldados de los Montejo empezaron a abandonarlos en busca de fortuna en otro; en los 7 años de intento de la conquista de la península de Yucatán, poco oro se había encontrado. Hacia finales de 1534 o principios del próximo año, Montejo el Adelantado y su hijo se retiraron a Veracruz, tomando a sus soldados restantes con ellos
Montejo el Adelantado se vio envuelto en luchas internas coloniales sobre el derecho a gobernar Honduras, una afirmación que lo puso en conflicto con Pedro de Alvarado, capitán general de Guatemala, quien también afirmó a Honduras como parte de su jurisdicción. Alvarado era su última instancia de demostrar éxito. En ausencia de Montejo el Adelantado, por primera vez en el centro de México y luego en Honduras, Montejo el Mozo actuó como teniente gobernador y capitán general de Tabasco.

### Conflicto en Champotón
El fraile franciscano Jacobo de Testera llegó a Champotón en 1535 para intentar incorporar de manera pacífica a Yucatán al Imperio español. Sus esfuerzos iniciales resultaron exitosos cuando el capitán Lorenzo de Godoy llegó a Champotón en el comando de soldados enviado allí por Montejo el Mozo. Godoy y Testera no tardaron en entrar en conflicto y el fraile se vio obligado a abandonar Champotón y volver al centro de México. El intento de Godoy para someter a los mayas de Champotón no tuvo éxito, así Montejo el Mozo envió a su primo a tomar el mando sus gestiones diplomáticas para el Champotón Kowoj tuvieron éxito y se sometieron al dominio español. Champotón fue el último reducto español en la Península de Yucatá ; estaba cada vez más aislado y la situación allí se puso difícil .

## San Marcos: Provincia de Tecusitlán y Lacandón, 1533
En 1533 Pedro de Alvarado ordenó a de León y Cardona explorar y conquistar el área alrededor de Tacaná, Tajumulco, Lacandón y los volcanes de San Antonio; en tiempos coloniales, esta área era nombrada como la Provincia de Tecusitlán y Lacandón. De León se dirigió a la ciudad maya llamada Quezalli, por sus aliados hablantes del náhuatl, con una fuerza de cincuenta españoles; sus aliados mexicanos también se refirieron a la ciudad por el nombre de Sacatepéquez. De León renombró a la ciudad como San Pedro Sacatepéquez. Los españoles fundaron una aldea cerca de Candacuchex en abril de ese mismo año, y la renombraron como San Marcos.

## Campañas en las Cuchumatanes y Selva Lacandona

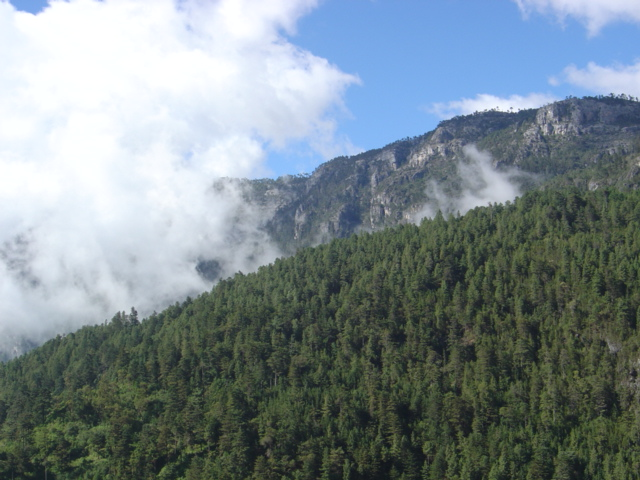
El terreno difícil y la lejanía de los Cuchumatanes hicieron su conquista difícil

En los diez años posteriores a la caída de Zaculeu, varias expediciones españolas cruzaron la Sierra de los Cuchumatanes y participaron en la conquista gradual y compleja de Chuj y Q'anjob'al . Los españoles se sintieron atraídos a la región con la esperanza de extraer oro, plata y otras riquezas de las montañas, pero su lejanía, las dificultades del terreno y la relativamente baja población hicieron su conquista y la explotación extremadamente difícil. La población de los Cuchumatanes se estima que había sido de 260.000 antes del contacto europeo. Para el momento en que los españoles llegaron físicamente a la región, esta se había reducido a 150.000, debido a los efectos de las enfermedades del Viejo Mundo que habían caído en ellos .

### Este de las Cuchumatanes, 1529-1530
Después de que Zaculeu cayera ante los españoles, los mayas Ixil y Uspantek estaban lo suficientemente aislados para atraer la atención de los españoles. Los Uspantek y Ixil eran aliados y en 1529 los guerreros Uspantek hostigaron a las fuerzas españolas y la ciudad de Uspantán trataba de fomentar una rebelión en contra del K'iche'; los españoles decidieron que la acción militar era necesaria. Gaspar Arias, magistrado de Guatemala, sometió a los Cuchumatanes orientales con sesenta infanterías españolas y trescientos guerreros indígenas aliados. Para principios de septiembre, había impuesto una autoridad española temporal en las ciudades de Chajul y Nebaj. El ejército español marchó al este hacia Uspantán; Arias luego entregó el mando al inexperto Pedro de Olmos y regresó a la capital. Olmos luego lanzó un asalto frontal desastroso en la ciudad. Tan pronto como los españoles atacaron, fueron emboscados por más de dos mil guerreros Uspantek. Las fuerzas españolas fueron derrotadas con fuertes pérdidas; muchos de sus aliados indígenas fueron asesinados, y muchos más fueron capturados con vida por los guerreros Uspantek solo para ser sacrificados.
Un año más tarde, Francisco de Castellanos salió de Santiago de los Caballeros de Guatemala (por ahora trasladada a Ciudad Vieja) a otra expedición, que llevando ocho cabos, treinta y dos de caballería, cuarenta de infantería, y varios cientos de guerreros indígenas aliados. La expedición reclutó más fuerzas en la marcha hacia el norte de los Cuchumatanes. En las laderas al sur escarpadas, se enfrentaron con entre cuatro y cinco mil guerreros Ixil; una larga batalla siguió durante la cual la caballería española aventajaba al ejército Ixil y los obligó a retirarse a su fortaleza en la cima de la montaña en Nebaj. Los españoles situaron la ciudad, y sus aliados indígenas lograron penetrar la fortaleza y le prendieron fuego. Esto permitió a los españoles asaltar la entrada y romper las defensas. Los victoriosos españoles tomaron a los guerreros sobrevivientes como esclavos. Los habitantes de Chajul inmediatamente se capitularon ante los españoles tan pronto como las noticias de la batalla les llegaron. Los españoles continuaron este hacia Uspantán para encontrarla defendida por diez mil guerreros, incluidas las fuerzas de Cotzal , Cunén , Sacapulas y Verapaz. Aunque los superaban en número en gran medida, la caballería y armas de fuego españolas decidieron la batalla. Los españoles invadieron Uspantán y otra vez tomaron a todos los guerreros sobrervivientes como esclavos. Los pueblos de los alrededores también se rindieron, y diciembre de 1530 marcó el final de la fase militar de la conquista de los Cuchumatanes.

### Oeste de las Cuchumatanas y Selva Lacandona, 1529-1686

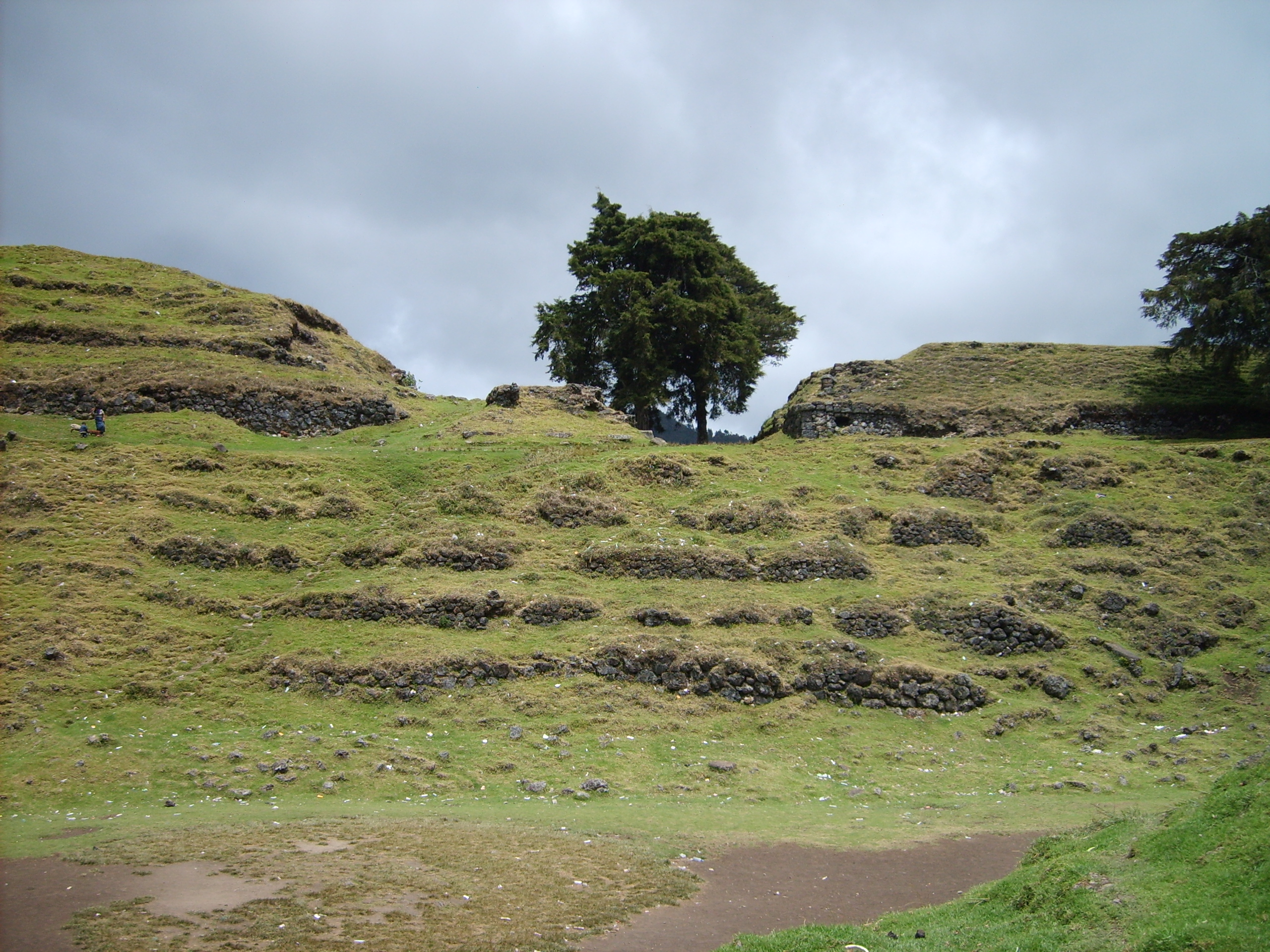
Ruinas de Ystapalapán

En 1529 la ciudad chuj de San Mateo Ixtatán (entonces conocida con el nombre de Ystapalapán) fue dada en encomienda al conquistador Gonzalo de Ovalle, junto con Santa Eulalia y Jacaltenango. En 1549, la primera reducción de San Mateo Ixtatán tuvo luga , supervisado por los misioneros dominicanos, en el mismo año en que se fundó el asentamiento de reducción q'anjob'al de Santa Eulalia. Más adelante las reducciones q'anjob'al reducciones fueron puestas en 1560. La resistencia q'anjob'al fue en gran parte pasiva, basado en que se encontraban en las montañas inaccesibles y bosques. En 1586 la Orden Mercedaria construyó la primera iglesia en Santa Eulalia. El Chuj de San Mateo Ixtatán se mantuvo rebelde y resistente ante el control español por más tiempo que el resto de los vecinos, resistencia que fue posible gracias a su alianza con las tierras bajas de Lacandona ch'ol al norte.
A mediados del siglo XVI, la frontera española en expansión, hacia el exterior de Comitán y Ocosingo, llegó a la Selva Lacandona, y un mayor avance fue impedido por habitantes ferozmente independientes de la región. En el momento del contacto con los españoles en el siglo XVI, la Selva Lacandona fue habitada por los ch'ol denominados Lakam Tun. Este nombre fue hispanizado a Lacandona . Los lacandones fueron agresivos, y su número se incrementó por refugiados de los grupos indígenas vecinos que huyeron de la dominación española. Las autoridades eclesiásticas estaban tan preocupados por esta amenaza a sus esfuerzos pacíficos de la evangelización que finalmente apoyaron la intervención militar. La primera expedición española en contra de los lacandones fue realizada en 1559, comandada por Pedro Ramírez de Quiñones. Expediciones repetidas en la Selva Lacandona lograron destruir algunos pueblos, pero no lograron someter a los habitantes de la región, ni llevarlofs dentro del Imperio español . Esta exitosa resistencia contra los intentos españoles de dominación sirvieron para atraer cada vez más indios huyendo del dominio colonial .
En 1684, un consejo dirigido por Enrique Enríquez de Guzmán, el gobernador de Guatemala, decidió la reducción de San Mateo Ixtatán y de la cercana Santa Eulalia . El 29 de enero de 1686, el Capitán Melchor Rodríguez Mazariegos, actuando bajo las órdenes del gobernador, dejó Huehuetenango San Mateo Ixtatá , donde reclutó guerreros indígenas de los pueblos cercanos. Para evitar que la noticia del avance español alcanzara a los habitantes de la zona de Lacandona, el gobernador ordenó la captura de tres de los líderes de la comunidad de San Mateo, y los envió bajo custodia para ser encarcelados en Huehuetenango . El gobernador se unió al capitán Rodríguez Mazariegos en San Mateo Ixtatán el 3 de febrero; ordenó al capitán permanecer en el pueblo y lo utilizaron como base de operaciones para ingresar a la región de Lacandona. Dos misioneros españoles también se mantuvieron en la ciudad. El gobernador Enríquez de Guzmán en seguida dejó San Mateo Ixtatán por Comitán en Chiapas, para entrar a la región de Lacandona vía Ocosingo.

### Conquista de Lacandona, 1695-1696
En 1695 las autoridades coloniales decidieron actuar sobre un plan para conectar la provincia de Guatemala con Yucatán, y una invasión de tres vías de la Lacandona fue lanzado simultáneamente desde San Mateo Ixtatán, Cobán y Ocosingo. El capitán Rodríguez Mazariegos, acompañado por Fray de Rivas y otros 6 misioneros, junto con 50 soldados españoles, dejaron Huehuetenango para dirigirse a San Mateo Ixtatán. Siguiendo la misma ruta usada en 1686, planificaron en el camino en reclutar a 2000 guerreros indígenas maya de Santa Eulalia, San Juan Solomá y San Mateo. El 28 de febrero de 1695, los tres grupos dejaron sus respectivas bases de operaciones para conquistar Lacandona. El grupo de San Mateo se dirigió al noreste de la Selva Lacandona, y se unió a Jacinto de Barrios Leal, presidente de la Real Audiencia de Guatemala.
Los soldados comandados por Barrios Leal conquistaron varias comunidades Ch'ol. La más importante de ellas fue Sakb'ajlan, en el río Lacantún, que fue renombrada como Nuestra Señora de Dolores o Dolores del Lacandona , en abril de 1695. Los españoles construyeron un fuerte y acuartelaron con 30 soldados españoles. El fraile mercedario Diego de Rivas se estableció en Dolores del Lacandona, y él y sus compañeros de mercedarios bautizaron a varios ciento sde ch'oles en Lacandona en los siguientes meses y establecieron contacto con las comunidades Ch'ol vecinas. El tercer grupo, bajo el mando de Juan Díaz de Velasco, marchó desde Verapaz en contra de los itzá del norte de Petén. Barrios Leal estuvo acompañado del fraile franciscano Antonio Margil, quien permaneció en Dolores del Lakandon hasta 1697. Los Ch'ol de la Selva Lacandona fueron reasentados en Huehuetenango, en las tierras altas de Guatemala, a principios del siglo XVIII.

## Tierra de Guerra: Verapaz, 1537-1555

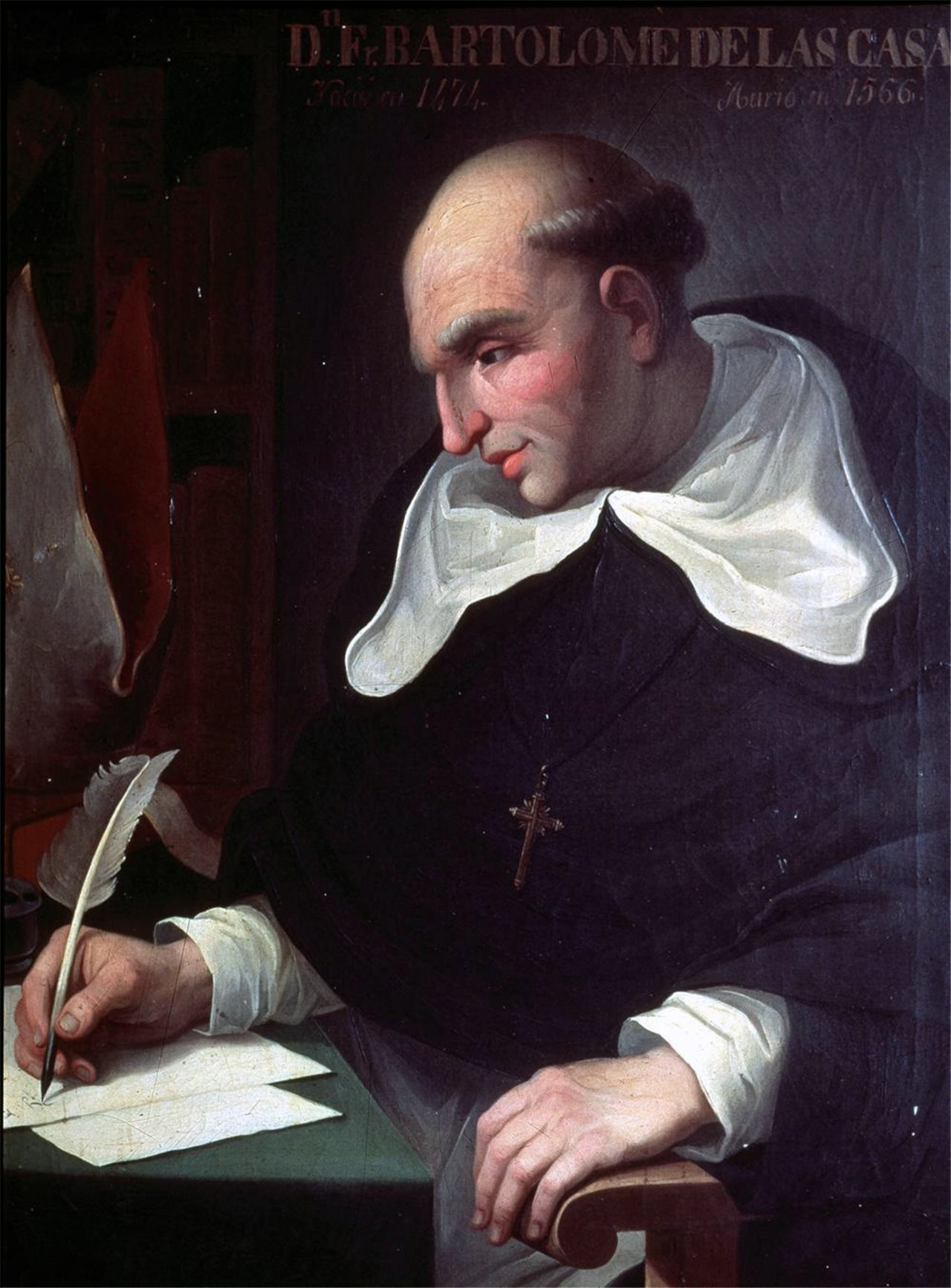
El fraile dominicano Bartolomé de las Casas promovió las conversiones pacíficas de los nativos

Para 1537 el área inmediatamente al norte de la nueva colonia de Guatemala era referida como Tierra de Guerra. Paradójicamente , era conocido simultáneamente como Verapaz (La verdadera paz"). La Tierra de Guerra describe una zona que fue sometida a la conquista; era una región de bosque denso que era difícil para los españoles penetrarse militarmente. Cada vez que los españoles situaban en un centro de población en esta región, los habitantes se trasladaban y se concentraban en un nuevo asentamiento colonial cerca del borde de la selva, donde para los españoles era más fácil controlarlos. Esta estrategia dio lugar a la despoblación gradual de la selva y a la vez la convirtieron en un refugio silvestre para los que huían de la dominación española, tanto para los refugiados individuales como para comunidades enteras. La Tierra de Guerra, desde el siglo XVI hasta el comienzo del siglo XVIII, incluye una amplia zona de Sacapulas, en el oeste de Nito, en la costa del Caribe y se extendía hacia el norte desde Rabinal y Salamá, y era una zona intermedia entre el altiplano y las tierras bajas del norte.
El fraile dominicano Bartolomé de las Casas arribó a la colonia de Guatemala en 1537 e inmediatamente hizo campaña para reemplazar la conquista militar violenta con la obra misionera pacífica. Las Casas se ofreció para lograr la conquista de la Tierra de Guerra a través de la predicación de la fe católica.
De esta manera, se congregaron a un grupo de indios cristianos en la ubicación de lo que hoy es el municipio de Rabinal. Las Casas fue instrumental en la introducción de las Nuevas Leyes en 1542, establecidas por la Corona española para controlar los excesos de los colonos contra los habitantes indígenas de las Américas . Como resultado, los dominicanos se encontrar con resistencia sustancial por parte de los colonos españoles; esto distrajo a los dominicanos de sus esfuerzos por establecer el control pacífico sobre la Tierra de Guerra .
En 1555, el fraile español Domingo de Vico ofendió a un gobernante local Ch'ol y fue asesinado por la Acala Ch'ol y sus aliados lacandones. En respuesta al asesinato, se puso en marcha una expedición punitiva, encabezado por Juan Matalbatz, líder de un Q'eqchi ' de Chamelco; los indios independientes capturados por la expedición del Q'eqchi ' fueron llevados de vuelta a Cobán y reasentados en Santo Tomás Apóstol.
Los dominicanoss se establecieron en Xocolo en la orilla del lago de Izabal, a mitad del siglo XVI. Xocolo se hizo tristemente célebre entre los misioneros dominicanos para la práctica de la brujería por sus habitantes. Para 1574 fue el punto de parada más importante de las expediciones europeas en el interior, y permaneció importante en ese papel hasta fechas tan tardías como 1630, aunque fue abandonado en 1631 .

## Conquista y establecimiento en el norte de Yucatán, 1540-46
En 1540 Montejo el Adelantado, quien estaba en sus 60's, entregó sus derechos reales de conquistar Yucatán a su hijo, Francisco Montejo el Mozo a quien en 1537 le había conseguido el cargo de Gobernador de Tabasco. A principios de 1541, Montejo el Mozo salió de la Villa de Santa María de la Victoria y se unió a su primo en Champton; no permaneció allí mucho tiempo y rápidamente movió sus fuerzas a Campeche. Una vez allí, Montejo el Mozo, al mando de entre trescientos y cuatrocientos soldados españoles, estableció el primer cabildo español permanente en la península de Yucatán. Poco después, Montejo el Mozo convocó a los señores locales mayas y les ordenó someterse a la Corona española. Algunos señores cedieron pacíficamente, incluyendo al príncipe de Xiu maya. El señor de la Canul maya se negó a someterse y Montejo el Mozo envió a su primo en contra de ellos (también llamado Francisco de Montejo) ; Montejo el Mozo permaneció en Campeche en espera de refuerzos.
El primo de Montejo el Mozo se encontró con el Canul maya en Chakan, no muy lejos de T'ho. El 6 de enero de 1542, fundó el segundo consejo permanente de la ciudad, llamando a la nueva ciudad colonial de Mérida. El 23 de enero, Tutul Xiu, el señor de Maní, se acercó al campamento español en Mérida en paz. Estaba muy impresionado por una masa católica celebrándolo y se convirtió a la nueva religión. Tutul Xiu era de los gobernantes más poderosos de la provincia del norte de Yucatán y su sumisión a España y la conversión al cristianismo tuvo repercusiones en toda la península, y alentó a los señores de las provincias occidentales de la península a aceptar la dominación española. Las provincias al este continuaron resistiéndose a la dominación española.
Montejo el Mozo envió a su primo a Chauaca donde la mayoría de los señores orientales lo recibieron en paz. Los mayas Cochua se resistieron ferozmente pero pronto fueron derrotados. Los mayas Cupul también se opusieron a la dominación española, pero fueron derrotados rápidamente. Montejo continuó a a provincia oriental Ekab. Cuando nueve españoles se ahogaron en una tormenta frente a Cozumel y otro fue asesinado por mayas hostíles, los rumores crecieron y las provincias Cupul y Cochua una vez más se levantaron contra sus aspirantes a señores. La bodega española en la parte oriental de la península se mantuvo débil y una serie de organizaciones políticas mayas se mantuvieron independientes, incluyendo Chetumal, Cochua , Cupul , Sotuta y los Tazes.
El 8 de noviembre de 1546, una alianza de las provincias orientales lanzó un levantamiento coordinado contra los españoles. Las provincias de Cupul, Cochua, Sotuta, Tazes, Uaymil, Chetumal y Chikinchel estaban unidas en el esfuerzo de expulsar a los invasores de la península; la sublevación duró cuatro meses. Dieciocho españoles fueron sorprendidos en los pueblos orientales y fueron sacrificados, y más de 400 aliados mayas fueron asesinados. Mérida y Campeche fueron avisadas del inminente ataque; Montejo el Mozo y su primo estaban en Campeche. Montejo el Adelantado llegó a Mérida desde Chiapas en diciembre de 1546, se reunieron con refuerzos de Champotón y Campeche. Los rebeldes orientales mayas fueron finalmente derrotados en una sola batalla, en la que veinte españoles y varios cientos de aliados mayas fueron asesinados. Esta batalla marcó la conquista final de la parte norte de la Península de Yucatán. Como resultado de la sublevación y la respuesta española , muchos de los habitantes mayas de los territorios este y sur huyeron a la cuenca de Petén, aun sin conquistar, en el extremo sur .

## El Petén, 1618 - 1697
La cuenca de Petén cubría un área que ahora es parte de Guatemala; en la época colonial originalmente cayó bajo la jurisdicción de la Capitanía General de Yucatán, antes de ser trasladado a la jurisdicción de la Audiencia Real de Guatemala en 1703 . El período de contacto con las tierras bajas de Petén duró desde 1525 hasta 1700 . El armamento superior español y el uso de la caballería, aunque decisivo en el norte de Yucatán, se adaptaban mal a la guerra en los densos bosques de las tierras bajas de Petén .

### Principios delsigloXVII
Los líderes de Xocolo y Amatique, respaldados por las amenazas de las acciones españolas, persuadieron a una comunidad de 190 toqueguas a asentarse en la costa de Amatique, en abril de 1604. El nuevo asentamiento inmediatamente sufrió una caída de la población, aunque los Amatique toqueguas se reportaron extinton antes 1613 según algunas fuentes, frailes mercedarios seguían asistiéndolos en 1625 . En 1628, los pueblos de la Mancha Ch'ol se colocaron bajo la administración del gobernador de Verapaz, con Francisco Morán a la cabeza eclesiástica. Morán trasladó soldados españoles a la región para proteger contra las incursiones de los itzaes al norte. La nueva guarnición española en un área que no había visto antes una presencia militar española pesada provocó a la Mancha a la revuelta, que fue seguido por el abandono de los asentamientos indígenas.
Tras la visita de Cortés en 1525, ningún español intentó visitar a los belicosos habitantes itzá de Nojpetén durante casi cien años. En 1618 dos frailes franciscanos salieron de Mérida en una misión para intentar la conversión pacífica de los itzaes, todavía paganos, en el centro de Petén. Bartolomé de Fuensalida y Juan de Orbita fueron acompañados por algunos mayas cristianizados. Fueron bien recibidos en Nojpetén por la corriente Kan Ek '. Los intentos de convertir a los itzaes fracasaron, y los frailes dejaron Nojpetén en términos amistosos con el rey Itzá . Los frailes regresaron en octubre de 1619, y de nuevo Canek les dio la bienvenida de una manera amistosa, pero esta vez otros sacerdotes mayas fueron hostiles y los misioneros terminaron expulsados sin comida ni agua, aunque lograron sobrevivir el viaje de regreso a Mérida .
En marzo de 1622, el capitán Francisco de Mirones Lezcano partió de Yucatán con 20 soldados españoles y 80 mayas para lanzar un ataque a Itzá . Se le unió el fraile franciscano Diego Delgado. En mayo, la expedición avanzó a Sakalum, donde esperaron refuerzos. En la ruta a Nojpetén, Delgado dejó la expedición para hacer su propio camino a Nojpetén con ochenta mayas cristianizados de Tipuj en Belice; se le unió una escolta de 13 soldados. Poco después de su llegada a la capital Itzá, los the itzaes capturaron y sacrificaron al grupo español. Luego, el 27 de enero de 1624, un grupo guerrero itzá dirigido por AjK'in P'ol capturaron a Mirones y a sus soldados sin guardia ni armados en la iglesia en Sakalum y los masacraron. Los refuerzos españoles llegaron demasiado tarde. Un gran número de hombre y mujeres locales mayas también fueron asesinados, y los atacantes quemaron el pueblo.
A raíz de estas masacres, el gobernador maya de Oxkutzcab, Fernando Kamal, salió con 150 arqueros mayas para buscar a AjK'in P'ol. El capitán Itzá capturado y sus seguidores fueron llevados de nuevo al capitán español Antonio Méndez de Canzo, y fueron interrogados bajo tortura, juzgados y ejecutados. Estos eventos finalizaron los intentos de los españoles para tener contacto con los itzaes hasta 1695. En la década de 1640 las luchas internas en España distrajeron al gobierno de los intentos de conquistar tierras desconocidas; la Corona española carecía de tiempo, dinero o interés en tales aventuras coloniales durante las próximas cuatro décadas.

### Finales delsigloXVII
En 1692, el noble vasco Martín de Urzúa y Arizmendi propuso al rey español la construcción de una carretera de Mérida hacia el sur hasta enlazarla con la colonia guatemalteca, en el proceso de "reducir " las poblaciones nativas independientes sobre las congregaciones coloniales; esto era parte de un plan mayor para subyugar la Lacandona y Mancha Ch'ol del sur de Petén y el curso superior del río Usumacinta. A principios de marzo de 1695, el capitán Alonso García de Paredes encabezó un grupo de 50 soldados españoles al sur en territorio Kejache, acompañado por guías nativos, arrieros y peones. Reunió a algunos nativos para que fueran trasladados a asentamientos coloniales, pero se encontró con la resistencia armada Kejache, y se retiró a mediados de abril.
En marzo de 1695, el capitán Juan Díaz de Velasco salió de Cahabón, en Alta Verapaz, Guatemala, con 70 soldados españoles, acompañados por un gran número de arqueros mayas de Verapaz, arrieros nativos y cuatro frailes dominicanos. Ellos siguieron adelante hasta el lago Petén Itzá y participaron en una serie de feroces escaramuzas con grupos de caza Itzá. En la orilla del lago, los españoles se encontraron con una gran fuerza de itzaes, tal que se retiraron al sur, de vuelta a su campamento principal. La expedición casi de inmediato se retiró de nuevo a Cahabón
A mediados de mayo de 1695, García marchó de nuevo hacia el sur de Campeche, con 115 soldados españoles y 150 mosqueteros mayas, además de trabajadores mayas y arrieros. A a expedición estuvo se le unieron dos compañías de mosqueteros mayas. García ordenó la construcción de un fuerte en Chuntuki , unas 25 leguas (aproximadamente 65 millas o 105 km) al norte del lago Petén Itzá, que sirvió como la principal base militar para el "Camino Real" del proyecto.
La compañía de mosqueteros Sajkab'chen nativos participaron en una escaramuza con unos 25 Kejache, cerca de la ciudad abandonada de Kejache Chunpich. Varios mosqueteros resultaron heridos, y los Kejache se retiraron sin lesiones. La compañía tomó grandes cantidades de comida abandonada de dos asentamientos desérticos y luego también se retiró. Un pequeño grupo de franciscanos, encabezados por Fray Andrés de Avendaño, buscaron al Kejache Chunpich que había contratado a los mosqueteros Sajkab'chen, pero no pudieron encontrarlo, y Avendaño regresó a Mérida . Mientras tanto, otro grupo de franciscanos continuaron siguiendo a los constructores de ruta en territorio Kejache . Alrededor del 3 de agosto, García trasladó todo su ejército a Chunpich , y para octubre, los soldados españoles se habían establecido cerca de la fuente del río San Pedro. Para noviembre, Tzuktok ' fue guarnecida con más de 86 soldados en Chuntuki. En diciembre de 1695, la fuerza principal se reforzó con 250 soldados, de los cuales 150 eran españoles y pardos y 100 eran mayas, junto con los trabajadores y arrieros .

#### Expediciones Franciscanas, septiembre de 1695 - enero de 1696
El pequeño grupo de franciscanos de Juan de San Buenaventura llegaron a Chuntuki el 30 de agosto de 1695. A principios de noviembre de 1695, dos franciscanos fueron enviados a establecer una misión en Pak'ek'em, donde fueron bien recibidos por el cacique (jefe nativo) y su sacerdote pagano . Pak'ek'em estaba lo suficientemente lejos de la nueva carretera española que estaba libre de la interferencia militar, y los frailes supervisaron la construcción de una iglesia en la que era la ciudad misionera más grande en territorio Kejache. Una segunda iglesia fue construida en B'atkab ' para atender a más de 100 refugiados K'ejache que habían sido reunidos allí bajo la dirección de un fraile español ; una iglesia mayor se estableció en Tzuktok ', supervisada por otro fraile.
El franciscano Andrés de Avendaño salió de Mérida el 13 de diciembre de 1695, y llegó a Nojpetén alrededor del 14 de enero de 1696, acompañado por cuatro compañeros. Los franciscanos bautizaron a más de 300 niños Itzá durante los siguientes cuatro días. Avendaño trató de convencer a Kan Ek ' a convertirse al cristianismo y que se entregasé a la Corona española sin éxito. El rey de los itzaes, citó a la profecía Itzá y dijo que el tiempo todavía no era el correcto. Kan Ek ' supo de un complot de Kowoj y sus aliados para emboscar y matar a los franciscanos, y el rey Itzá les informó que regresaran a Mérida a través de Tipuj .

#### De febrero a marzo de 1696
Cuando el capitán García de Paredes arribó a Chuntukí a mediados de enero, solo tenía a 90 soldados más algunos trabajadores. Capitán Pedro de Zubiaur , oficial superior de García , llegó al lago Petén Itzá con 60 mosqueteros , dos franciscanos y guerreros aliados mayas yucatecos. También fueron acompañados por cerca de 40 porteadores mayas. Se les acercaron unas 300 canoas que llevan aproximadamente 2.000 guerreros Itzá. Los guerreros se mezclaban libremente con la parte española y el encuentro degeneró en una escaramuza. Alrededor de una docena de la parte española se incautaron, y tres murieron. Los soldados españoles prendieron fuego con sus fusiles y los itzaes se retiraron a través del lago con sus prisioneros, entre los que había dos franciscanos. La parte española se retiró de la orilla del lago y se reagrupó en campo abierto donde fueron rodeados por miles de guerreros Itzá. Zubiaur ordenó a sus hombres disparar una volea que mató a entre 30 y 40 itzaes. Al darse cuenta de que estaban irremediablemente superados en número, los españoles se retiraron hacia Chuntuki , abandonando a sus compañeros capturados. Martín de Urzúa empezó un ataque masivo en Nojpetén. Los trabajos en la carretera se redoblaron y alrededor de un mes después de la batalla en Ch'ich ', llegaron los españoles a la orilla del lago, ahora con el apoyo de artillería.
Una expedición de Guatemala en contra de los Itzá partió de Cahabón a principios de 1696. Un grupo avanzado fue llevado a una trampa Itzá y 87 miembros de la expedición se perdieron, incluyendo 50 soldados, dos dominicanos y unos 35 ayudantes mayas. El resto del grupo llegó a la orilla del lago Petén Itzá, pero rápidamente se retiraron de nuevo a Guatemala.

#### Asalto en Nojpetén
Martín de Urzúa y Arizmendi llegó a la orilla occidental del lago Petén Itzá con sus soldados el 26 de febrero de 1697. Una vez allí se construyó un barco galeota fuertemente armados, con 114 hombres y al menos cinco piezas de artillería a bordo. El 10 de marzo, Urzúa recibió una embajada mixta Itzá y Yalain de paz, e invitó a Kan Ek ' a visitar su campamento tres días después. En el día señalado , Kan Ek ' no llegó; por otro lado, guerreros mayas se acumularon a lo largo de la costa y en canoas sobre el lago. Esa mañana, un ataque por agua fue lanzado en la capital de Kan Ek La galeota, comandado por Urzúa, remó al este con 108 soldados; a mitad de camino a través del lago se encontró con una gran flota de canoas bloqueando el enfoque de Nojpetén - y simplemente remó a través de ellos. Una gran cantidad de defensores se habían reunido a lo largo de la orilla de Nojpetén y en los tejados de la ciudad. Arqueros Itzá dispararon contra los invasores de las canoas, pero la defensa de itzá pronto huyó por los disparos de fuego españoles .
La ciudad cayó después de una breve pero sangrienta batalla en la que murieron muchos guerreros Itzá; los españoles sufrieron bajas menores. Después de la batalla los defensores sobrevivientes nadaron a través de la parte continental y se desvanecieron en los bosques, dejando a los españoles ocupar la ciudad abandonada . Martín de Urzúa renombró Nojpetén como Nuestra Señora de los Remedios y San Pablo, Laguna del itzá. Kan Ek' fue capturado con la ayuda del dirigente yalain maya, Chamach Xulu. El rey Kowoj también fue pronto capturado, junto con otros nobles mayas y sus familias. Con la derrota de los itzaes, el último reino independiente y nativo invicto en las Américas cayó a los colonizadores europeos.

## Últimos años de conquista
Durante la campaña para conquistar el itzá de Petén, los españoles enviaron expediciones para hostigar y reubicar el norte de Mopan del Lago de Izabal y el ch'ol maya de los bosques Amatique al este. Ellos fueron reasentados en la orilla sur del lago. En la segunda mitad del siglo XVIII, los habitantes locales consistían enteramente de españoles, mulatos y otras de razas mixtas, todos asociados con la fortaleza del Castillo de San Felipe de Lara que custodiaban la entrada al Lago de Izabal. Hubo un despoblamiento drástico del lago Izabal y del delta de Motagua, debido a las redadas de esclavos constantes por los Miskitos Sambu de la costa del Caribe, que puso fin a la población maya de la región; los mayas capturados fueron vendidos como esclavos en la colonia británica de Jamaica.
A finales del siglo XVII, la pequeña población ch'ol maya en el sur de Petén y Belice fue sacada por la fuerza de Alta Verapaz, donde la gente fue absorbida por la población q'eqchi '. Los ch'ol de la Selva Lacandona fueron reasentados en Huehuetenango a principios del siglo XVIII. Para 1699, la vecina Toquegua ya no existía como un pueblo separado, debido a una combinación de la elevada mortalidad y los matrimonios mixtos con los indios de Amatique. Alrededor de este tiempo, los españoles decidieron reducir la independiente Mopan maya vivente al norte del Lago de Izabal Sacerdotes católicos de Yucatán fundaron varios pueblos de misión alrededor del lago Petén Itzá, en 1702-1703. Sobrevivientes de Itzá y Kowoj fueron reasentados en los nuevos pueblos coloniales con una mezcla de persuasión y fuerza. Los líderes de los pueblos Kowoj e Itzá se rebelaron en 1704, pero aunque bien planificada, la rebelión fue aplastada rápidamente. Sus líderes fueron ejecutados y la mayoría de los pueblos de misión fueron abandonados. Para 1708, solo alrededor de 6.000 mayas permanecieron en el centro de Peté , en comparación con diez veces ese número en 1697. Aunque la enfermedad también fue responsable de la mayoría de las muertes, expediciones españolas y las guerras internas entre grupos indígenas también estuvieron involucradas.

## Legado de la conquista española
El choque inicial de la conquista española fue seguido por décadas de intensa explotación de los pueblos indígenas , aliados y de enemigos por igual. Durante los siguientes 200 años la dominación colonial impuso gradualmente normas culturales españolas en los pueblos subyugados. Las reducciones españolas crearon nuevos asentamientos nucleados establecidos en un patrón de rejilla al estilo español, con una plaza central, la iglesia y el ayuntamiento que alberga el gobierno civil, conocido como el ayuntamiento. Este estilo de asentamiento todavía se puede ver en los pueblos y ciudades de la zona. La introducción del catolicismo fue el principal vehículo del cambio cultural y resultó en el sincretismo religioso. Elementos culturales del Viejo Mundo llegaron a ser adoptados a fondo por grupos mayas . El mayor cambio fue la sustitución del orden económico precolombino por la tecnología europea y la ganadería; esto incluía la introducción de herramientas de hierro y acero para reemplazar herramientas neolíticas, y de vacas, cerdos y pollos. Nuevos cultivos también fueron introducidos; sin embargo, la caña de azúcar y café llevaron a plantaciones que económicamente explotaba la mano de obra nativa. Algunas élites indígenas, tal como la familia noble Xajil Kaqchikel, lograron mantener un nivel de estado en el período colonial. Durante la segunda mitad del siglo XVIII, los indios varones adultos fueron fuertemente gravados, y se veían a menudo obligados a ser servidumbre por deudas. Petén occidental y la vecina Chiapas permanecieron poco pobladas, y los habitantes mayas evitaron el contacto con los españoles.

## Fuentes históricas

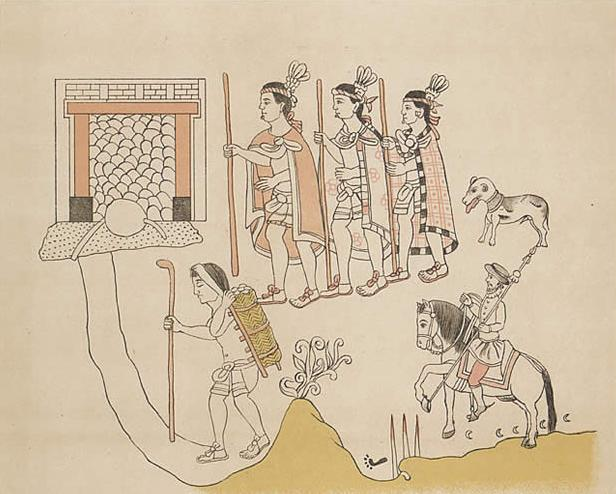
Una hoja del Lienzo de Tlaxcala, enseñando a un conquistador español acompañado de aliados tlaxcaltecas y mozos nativos